# Río Dal
El río Dal (en sueco: Dalälven, literalmente, 'río del valle') es un río escandinavo que discurre por el centro de Suecia —desde el norte de Dalarna hasta el norte de Uppland— y desemboca en el  en el golfo de Botnia, en el mar Báltico. Con una longitud de 541 kilómetros, es el segundo río más largo del país y tiene la cuarta mayor cuenca hidrográfica (28 954 km²) aunque es solo el séptimo en términos de caudal anual en su desembocadura (348 m³/s).
El río está formado por la confluencia de dos grandes ramales, el Österdalälven (al noreste) y el Västerdalälven (al suroeste), que nacen cerca de la frontera con Noruega, en los Alpes escandinavos y luego fluyen a través de los vastos bosques de coníferas de Dalarna. El Österdalälven en su discurrir forma el lago Siljan, el más grande de los muchos lagos que salpican su curso. Ambos ramales se encuentran en Djurås, en el municipio de Gagnef, y el río unido entra en la sección más poblada de su curso, entre Borlänge y Avesta. Justo después de Avesta, el paisaje cambia por completo: el amplio valle erosionado da paso a una llanura que el río inunda ampliamente, formando fjärds. Este tramo del recorrido, el Bajo Dalälven, data de la última glaciación, cuando un esker — cresta larga, estrecha y sinuosa, compuesta fundamentalmente por arena y grava— bloqueó el curso original del río, lo que lo obligó a tomar esta nueva ruta. Finalmente desemboca en el mar Báltico en Skutskär.
El río fue uno de los sitios privilegiados de los primeros asentamientos humanos en la región. La agricultura se desarrolló más tarde, particularmente en la sección sur, más fértil, mientras que en el norte, los habitantes vivían principalmente de la ganadería. Ya en la época vikinga, el metal extraído de las turberas de la región era de gran importancia para los lugareños, pero hasta la Edad Media no se comenzó a extraer metal de las montañas de la región. Esta actividad fue ampliamente desarrollada a partir del siglo XVII y ha marcado fuertemente el río, cuyas cascadas y bosques se pusieron al servicio de esa próspera industria. En particular, la gran montaña de cobre de Falun dominó la producción mundial de cobre durante dos siglos y en 2001 fue declarada Patrimonio de la Humanidad por la UNESCO. La explotación del río cambió en gran medida a lo largo del siglo XX, con la mecanización y el desarrollo de la energía hidroeléctrica, que bloqueó su curso en muchos puntos.
Esta historia industrial ha afectado profundamente a los ecosistemas próximo, ya fuese por modificaciones físicas (presas, regulación) o por la contaminación, en particular por metales. A pesar de esto, algunos tramos del río han conservado un aspecto casi salvaje, especialmente en el Bajo Dalälven, que cuenta con un parque nacional, muchas reservas naturales y está incluido en la Reserva de la Biosfera del paisaje fluvial del Nedre Dalälven desde 2011. Algunas áreas del río y de Färnebofjärden (un área de 17 300 ha) están protegidas desde el 19 de noviembre de 2001 como sitio Ramsar (n.º ref. 1116).
El río tiene un fuerte potencial hidroeléctrico (1420 megavatios) de los que solo se aprovechan  aproximadamente 2/3 (1155 MW en 2012). La mayor central hidroeléctrica se sitúa en Trängslet, con una potencia de 330 MW.

#### Fuentes

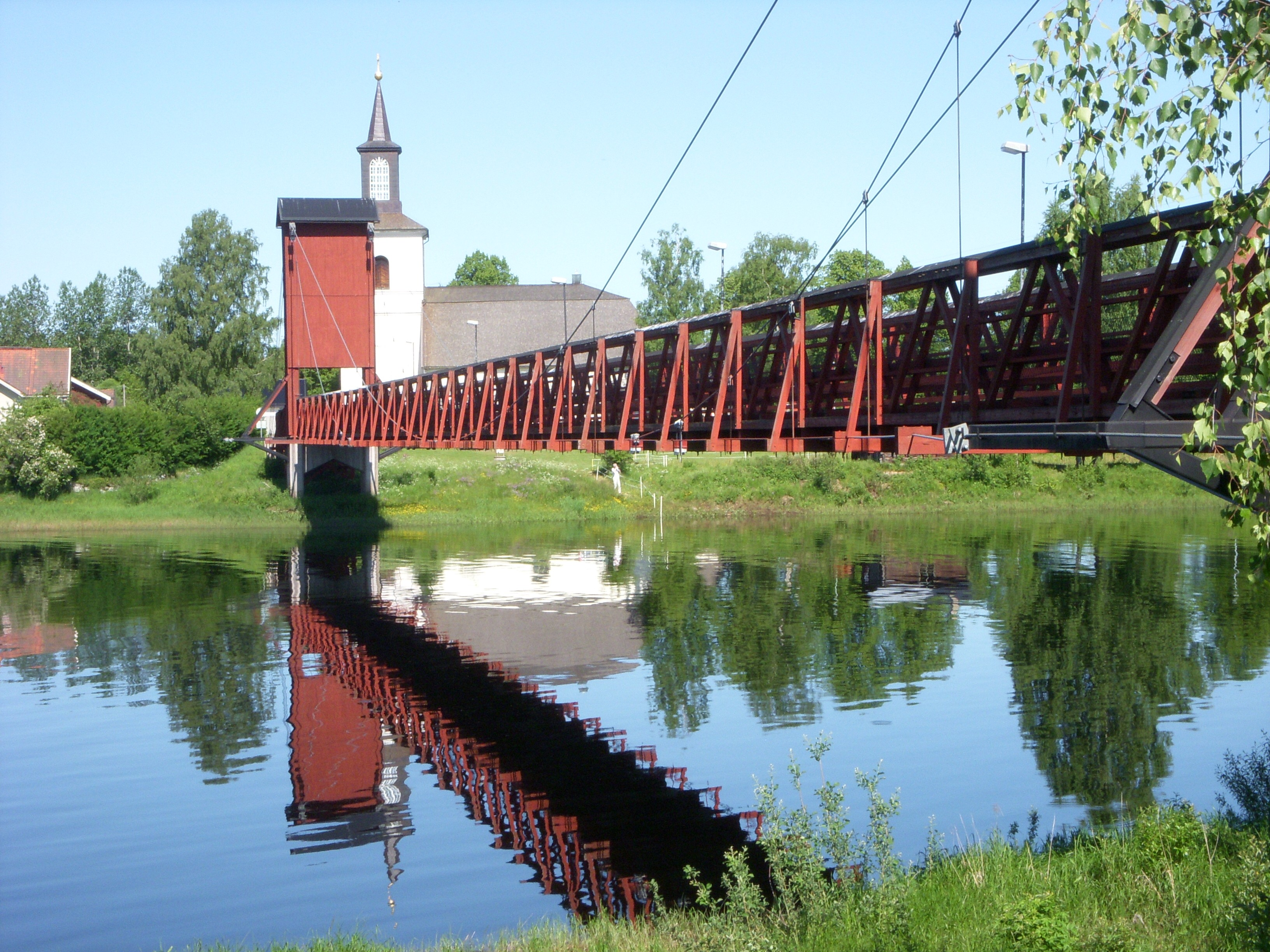
Río Kyrkälvbro sobre Västerdalälven
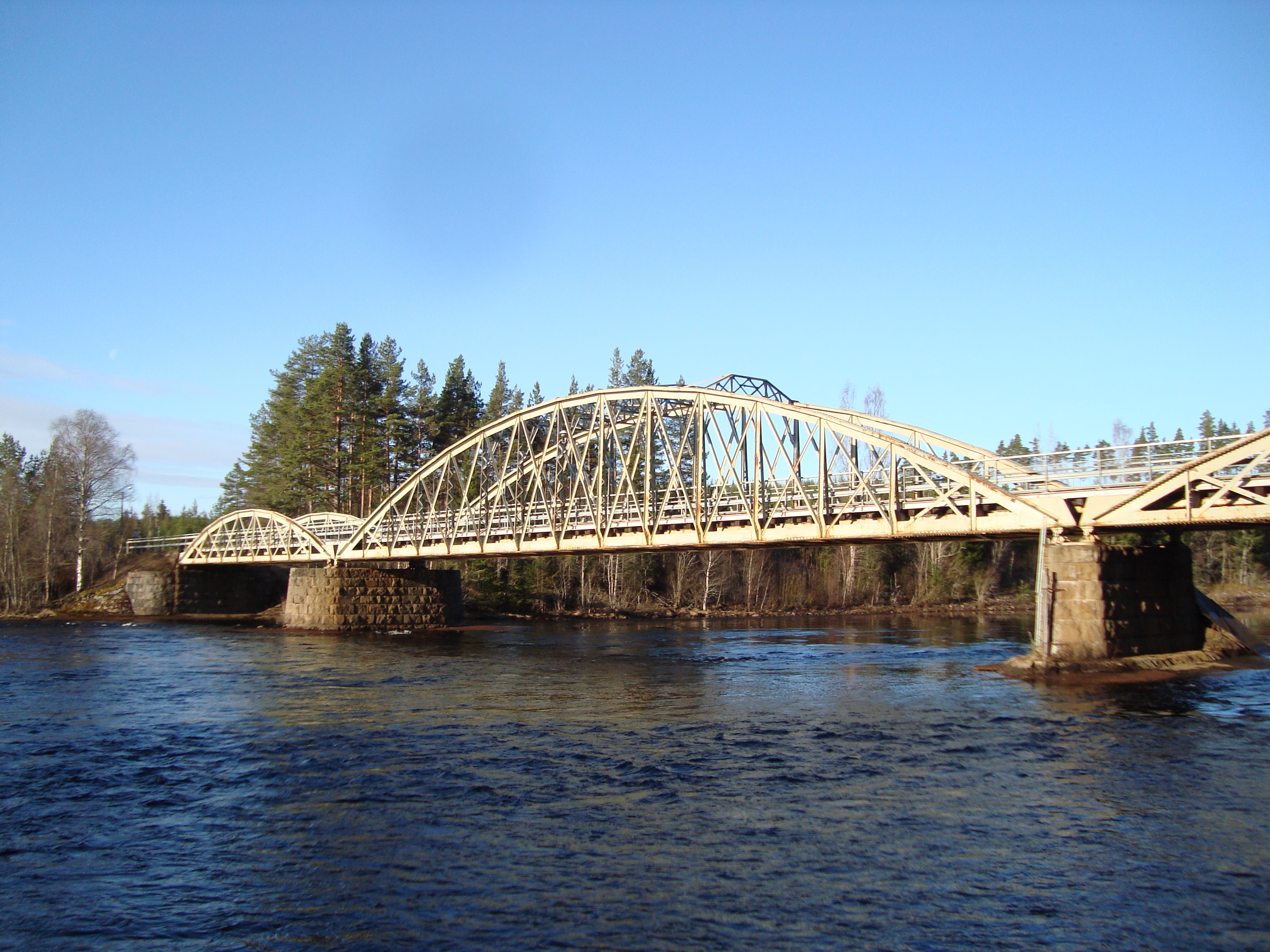
Oxbergsbron sobre Österdalälven
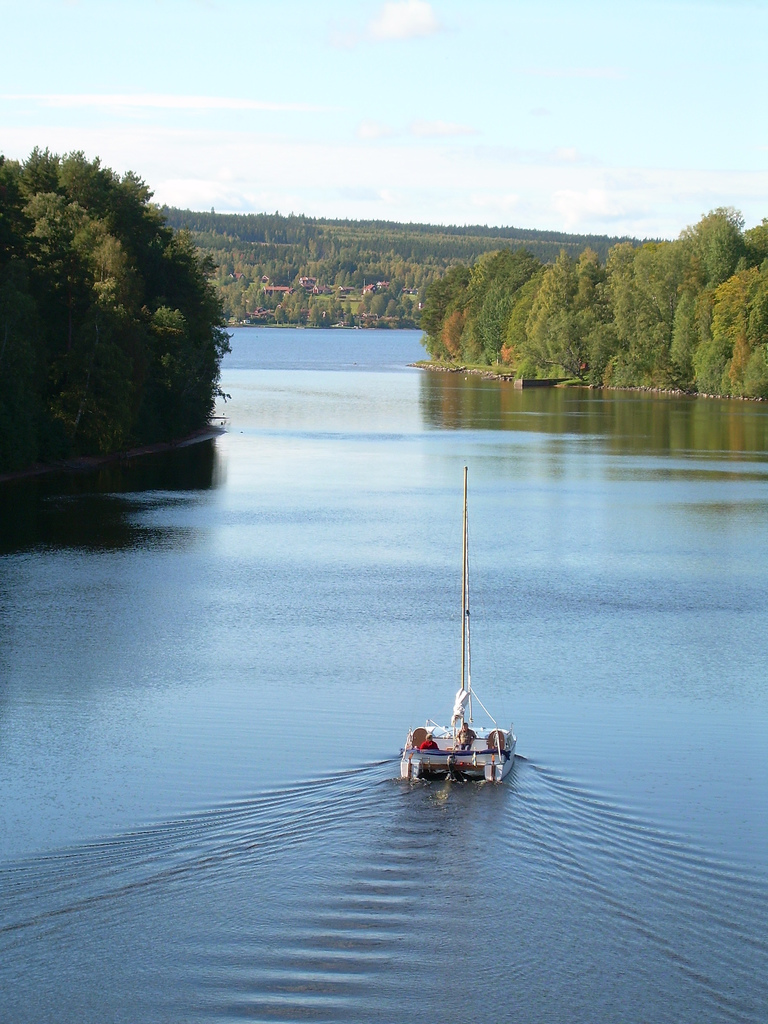
El Österdalälven en Leksand
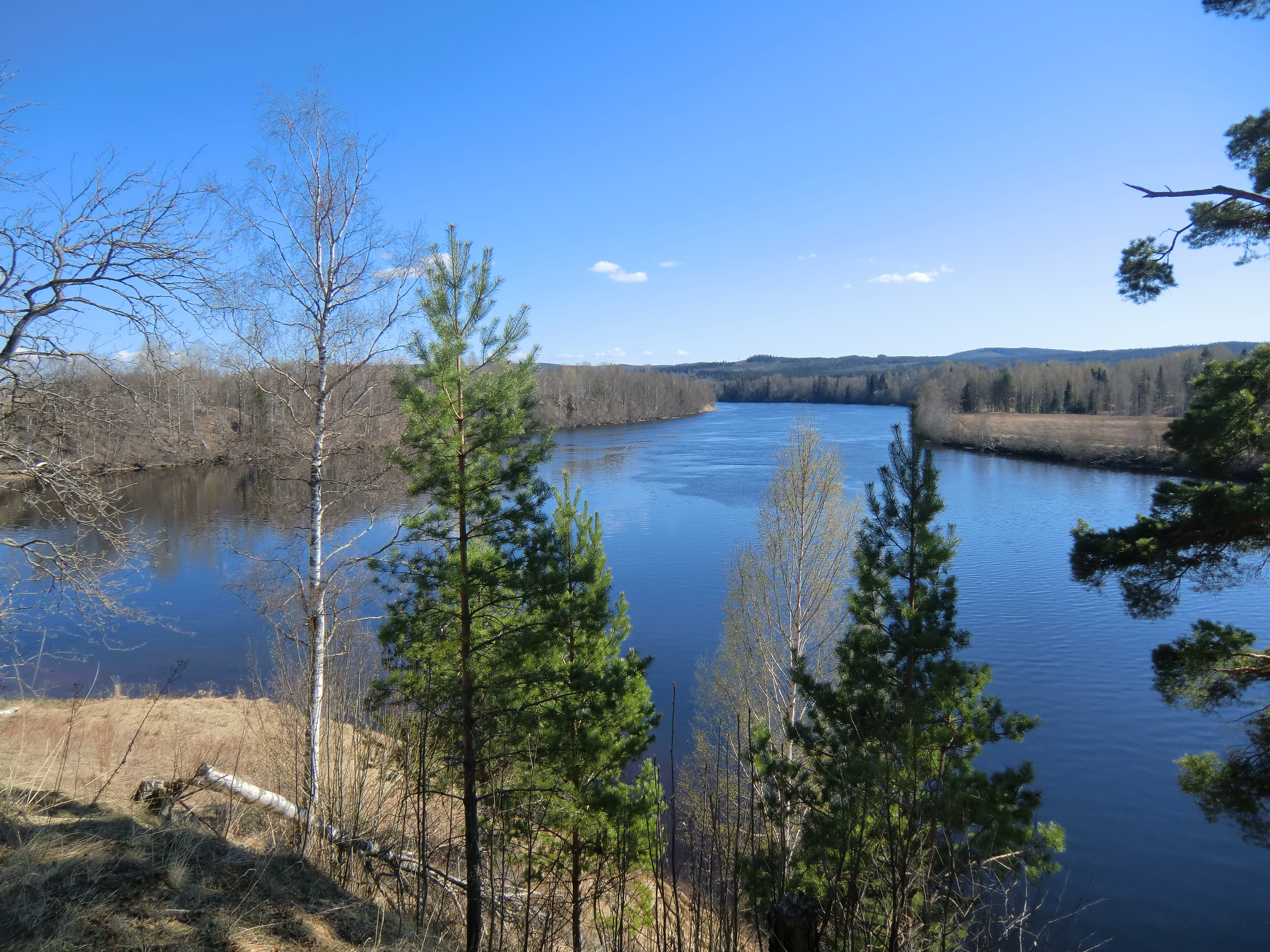
Nacimiento nominal del Dalälven por la confluencia del Västerdalälven y del Österdalälven

## Descripción

### Curso

#### De Djurås al mar

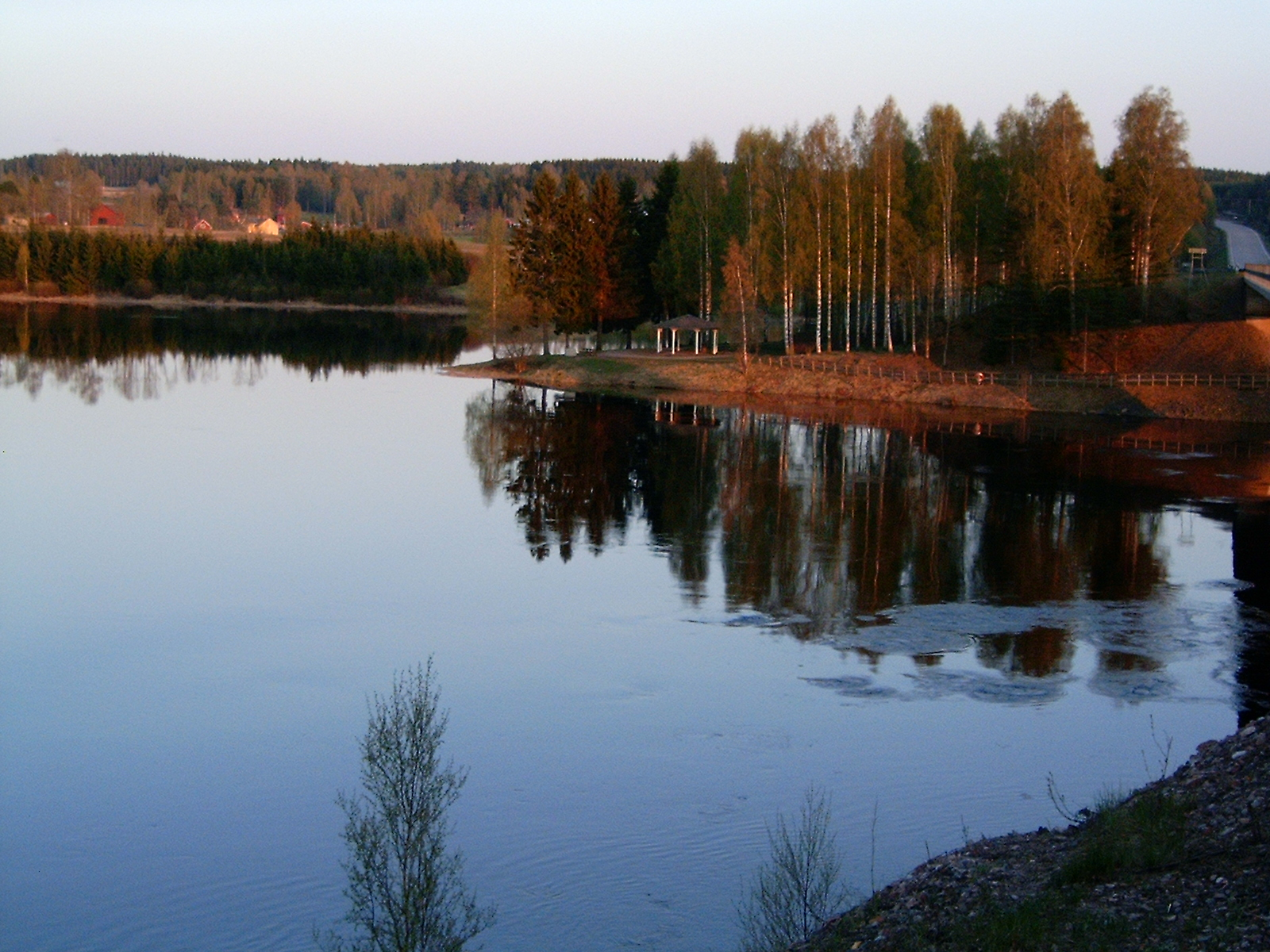
Vista del río desde la carretera 70 (entre Avesta y Hedemora)

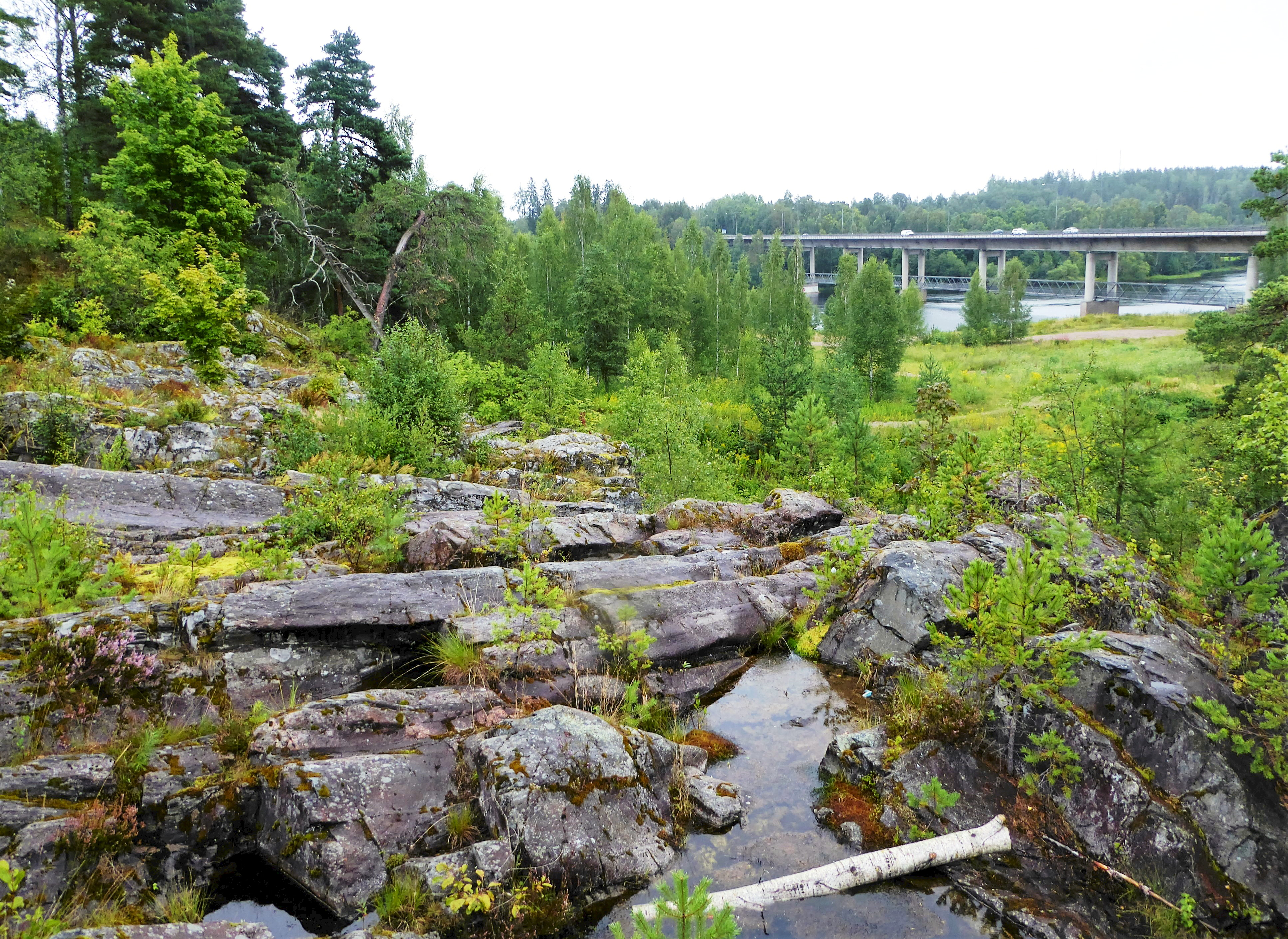
Döda fallen con el Dal al fondo, Avesta

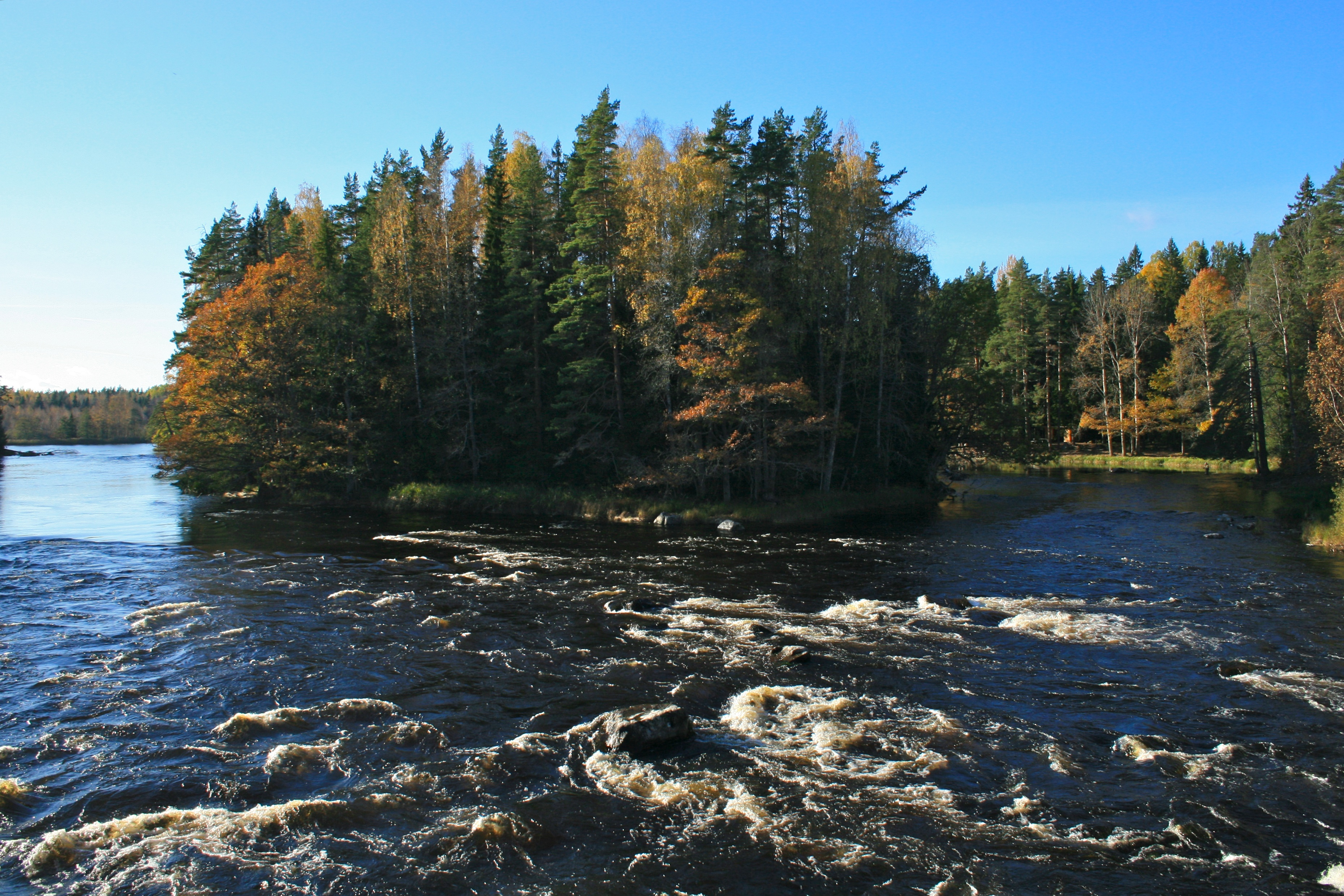
El Bajo Dal es una sucesión de amplios fjärd y de rápidos, como aquí en Sevedskvarnet

Después de su unión, el río se dirige hacia el este, donde pasa por Borlänge, la ciudad más grande de Dalarna, antes de recibir agua del Lillälven —el mismo alimentado por el Faluån, un río que cruza Falun, la segunda ciudad más grande de Dalarna.
El río luego continúa hacia Avesta donde el río cambia considerablemente su carácter. Sale de un valle bien definido para adentrarse en un paisaje llano, marcado solo por algunos eskers (crestas largas, estrechas y sinuosas, compuesta fundamentalmente por arena y grava). Durante los 120 km que recorre hasta el mar, el río, que luego toma el nombre de Bajo Dalälven (Nedre Dalälven), alternará entre grandes bahías (fjärd) y rápidos. Esta sección también se caracteriza por las inundaciones regulares, que a veces cubren vastas áreas. Los primeros rápidos son los de Avesta, llamados Storfors y Lillfors ('gran caída' y 'pequeña caída'), después de los cuales el río forma el lago de Bäsingen, que encadena con los rápidos de Näs bruk hacia el lago Bysjön. Se convierte en la frontera entre el condado de Västmanland, en el sur, y el de Dalarna, en el norte. Sigue después por los rápidos de Tyttbo y luego forma uno de sus fjärds más grandes: Färnebofjärden, y se convierte en la frontera entre el condado de Uppsala, en el sur, y Gävleborg, en el norte. Este fjärd está salpicado de más de 200 islas. El río continúa por los rápidos de Gysinge hasta otro gran fjärd: Hedesundafjärden-Bramsöfjärden. El río pasa los rápidos de Söderfors hacia Untrafjärden, luego a través de los rápidos de Untra hacia Marmafjärden y luego los rápidos de Lanforsen. Finalmente, el río hace su última caída en Älvkarleby antes de llegar al mar Báltico.

### Cuenca hidrográfica

#### Principales afluentes
Debido a la geometría de la cuenca hidrográfica, el Dalälven tiene pocos afluentes importantes. Considerando como curso principal el Sörälven-Österdalälven-Dalälven, se muestra a continuación la lista de los principales afluentes.
| Nombre                | Module (en m3/s) | Longitud (en km) | Cuenca hidrográfica (en km²) | Lámina de agua (en mm/año) |
| --------------------- | ---------------- | ---------------- | ---------------------------- | -------------------------- |
| Västerdalälven        | 120              | 300              | 8640                         | 438                        |
| Oreälven              | 45               | 235              | 3340                         | 425                        |
| Lillälven (lago Runn) | 26               |                  | 3065                         | 268                        |
| Storån                | 20               | 241              | 1115                         | 566                        |

#### Población y ciudades cruzadas
En 2005, más de 250 000 personas vivían en la cuenca del río. La mayoría de los habitantes se distribuyen en un área que se extiende desde Borlänge hasta Näs bruk, y aquí es también donde se concentra gran parte de la agricultura y la industria. Las localidades de más de 10 000 habitantes a lo largo del propio río eran en 2010:
- Mora (10 896)
- Borlänge (41 734)
- Avesta (14 506)

Si se toma en cuenta toda la cuenca hidrográfica, también se debe agregar Falun (37 291).

#### Clima

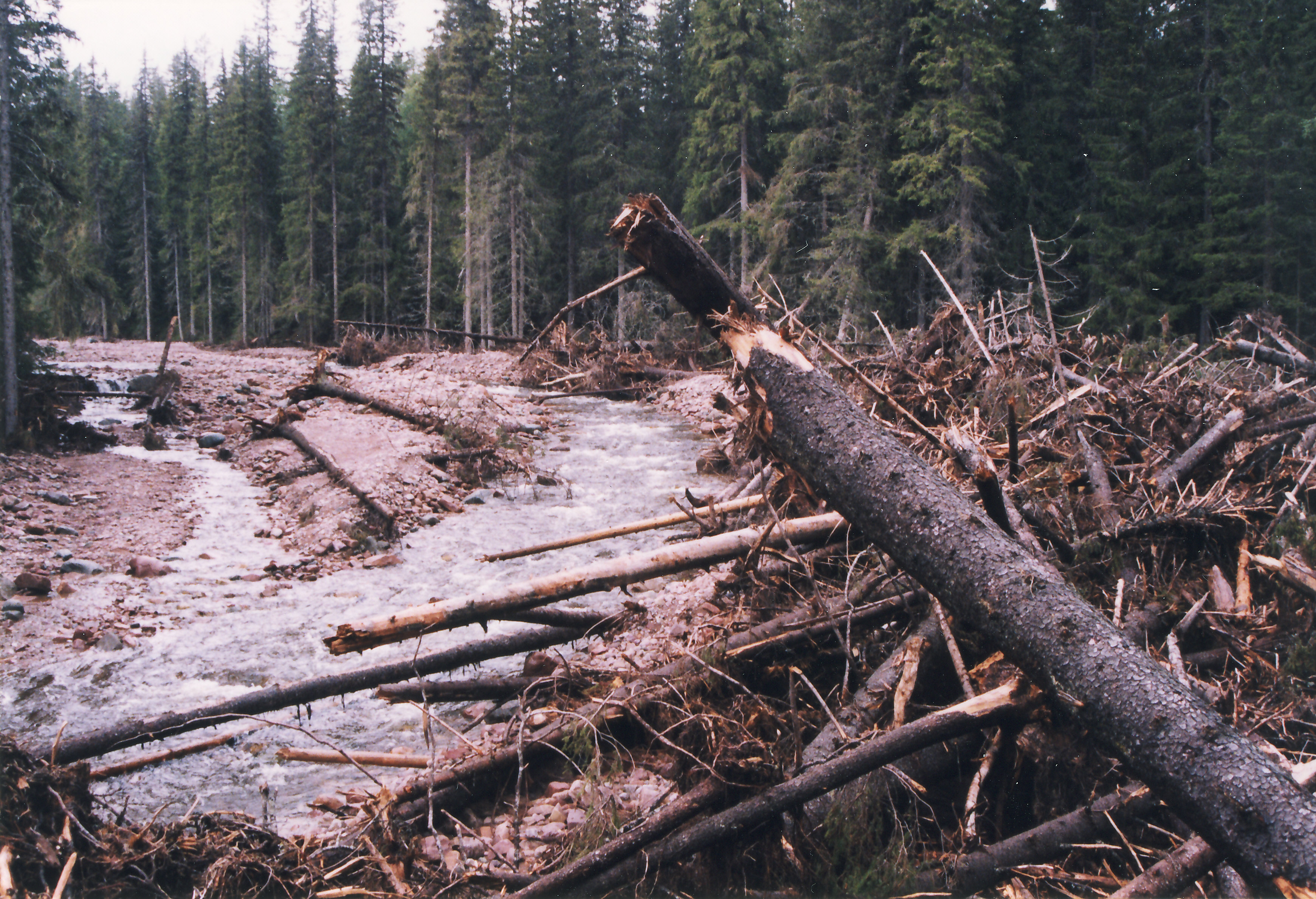
Daños causados por Stora Göljaån, en Fulufjället, durante las fuertes lluvias de agosto de 1997

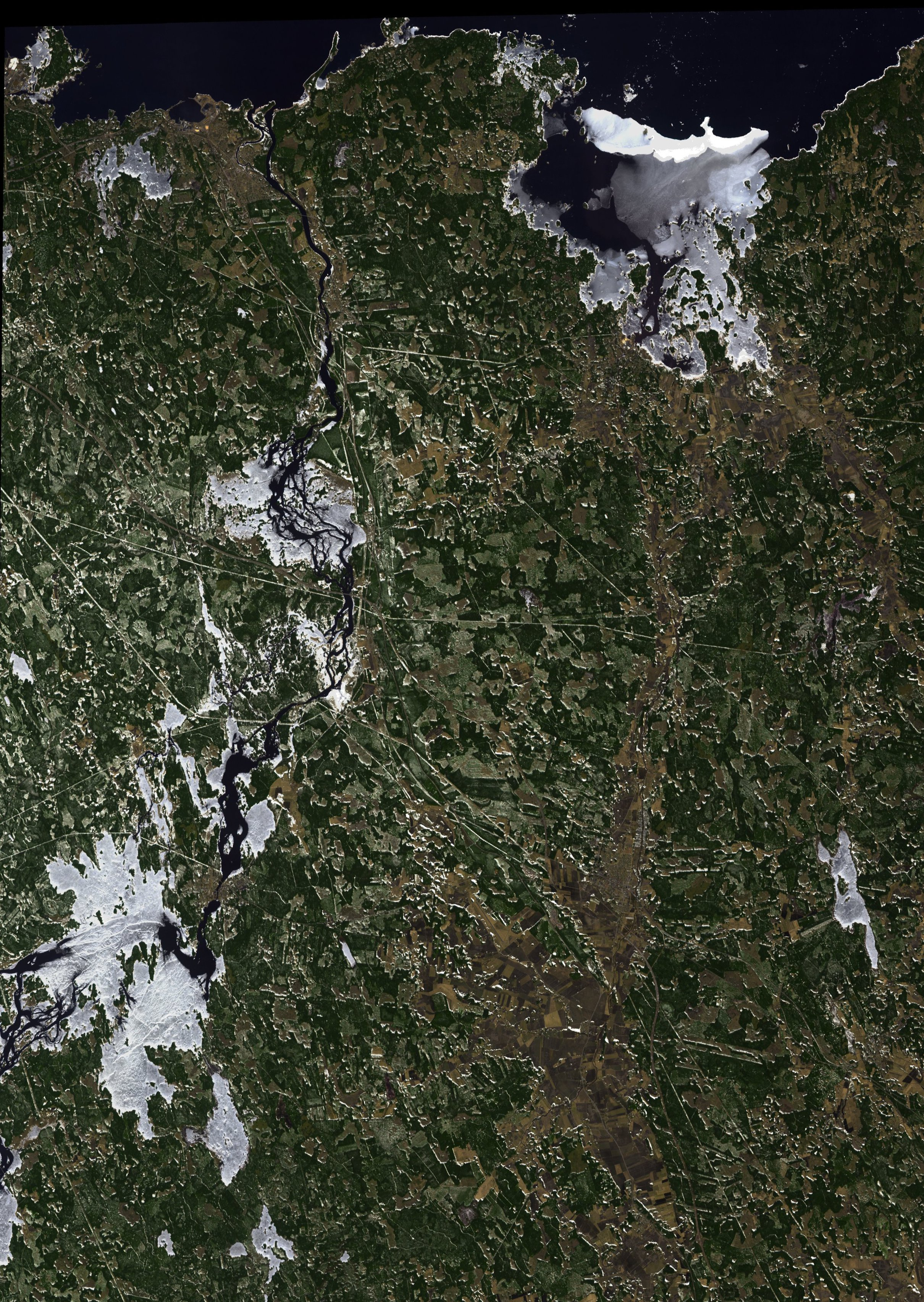
El curso inferior en invierno

El clima está marcado por un gradiente que va desde las montañas de Dalarna, en el noroeste, hasta la desembocadura del río en el este. Las temperaturas son generalmente más suaves en el este y la presencia del mar Báltico templa el clima. La diferencia se ilustra a continuación con los registros meteorológicos de Särna (en las montañas, en el Österdalälven) y de Untra, en el Bajo Dalälven, cerca de su estuario. Por el contrario, el clima es mucho más continental en el oeste, lo que se debe al hecho de que el punto más distante del mar en toda Escandinavia está cerca de las montañas de Fulufjället. Las precipitaciones son más altas en las montañas, alcanzando los 1000 mm por año, mientras que el valor es más de 600 mm en las llanuras. La parte montañosa también es famosa por sus precipitaciones extremas: así, el récord de lluvia en un día tuvo lugar en Fulufjället, donde cayeron 276 mm de precipitación en 24 horas, en la noche del 30 al 31 de agosto de 1997. Los daños fueron muy importantes, en particular a lo largo de los arroyos, cuyos bordes fueron erosionados violentamente, arrancando toda la vegetación que había en ellos.
| Parámetros climáticos promedio de Särna                     | Parámetros climáticos promedio de Särna | Parámetros climáticos promedio de Särna | Parámetros climáticos promedio de Särna | Parámetros climáticos promedio de Särna | Parámetros climáticos promedio de Särna | Parámetros climáticos promedio de Särna | Parámetros climáticos promedio de Särna | Parámetros climáticos promedio de Särna | Parámetros climáticos promedio de Särna | Parámetros climáticos promedio de Särna | Parámetros climáticos promedio de Särna | Parámetros climáticos promedio de Särna | Parámetros climáticos promedio de Särna |
| Mes                                                         | Ene.                                    | Feb.                                    | Mar.                                    | Abr.                                    | May.                                    | Jun.                                    | Jul.                                    | Ago.                                    | Sep.                                    | Oct.                                    | Nov.                                    | Dic.                                    | Anual                                   |
| ----------------------------------------------------------- | --------------------------------------- | --------------------------------------- | --------------------------------------- | --------------------------------------- | --------------------------------------- | --------------------------------------- | --------------------------------------- | --------------------------------------- | --------------------------------------- | --------------------------------------- | --------------------------------------- | --------------------------------------- | --------------------------------------- |
| Temp. media (°C)                                            | -12.1                                   | -10.5                                   | -5.2                                    | 0.3                                     | 6.9                                     | 12.1                                    | 13.3                                    | 11.7                                    | 7.2                                     | 2.2                                     | -5.2                                    | -10.8                                   | 0.8                                     |
| Precipitación total (mm)                                    | 34.2                                    | 26.5                                    | 30.2                                    | 33.6                                    | 48.8                                    | 66.5                                    | 80.4                                    | 67.6                                    | 70.6                                    | 55.0                                    | 39.6                                    | 39.6                                    | 601.1                                   |
| Fuente: Instituto Sueco de Meteorología e Hidrología (SMHI) |                                         |                                         |                                         |                                         |                                         |                                         |                                         |                                         |                                         |                                         |                                         |                                         |                                         |

| Parámetros climáticos promedio de Untra                     | Parámetros climáticos promedio de Untra | Parámetros climáticos promedio de Untra | Parámetros climáticos promedio de Untra | Parámetros climáticos promedio de Untra | Parámetros climáticos promedio de Untra | Parámetros climáticos promedio de Untra | Parámetros climáticos promedio de Untra | Parámetros climáticos promedio de Untra | Parámetros climáticos promedio de Untra | Parámetros climáticos promedio de Untra | Parámetros climáticos promedio de Untra | Parámetros climáticos promedio de Untra | Parámetros climáticos promedio de Untra |
| Mes                                                         | Ene.                                    | Feb.                                    | Mar.                                    | Abr.                                    | May.                                    | Jun.                                    | Jul.                                    | Ago.                                    | Sep.                                    | Oct.                                    | Nov.                                    | Dic.                                    | Anual                                   |
| ----------------------------------------------------------- | --------------------------------------- | --------------------------------------- | --------------------------------------- | --------------------------------------- | --------------------------------------- | --------------------------------------- | --------------------------------------- | --------------------------------------- | --------------------------------------- | --------------------------------------- | --------------------------------------- | --------------------------------------- | --------------------------------------- |
| Temp. media (°C)                                            | -4.9                                    | -4.8                                    | -1.4                                    | 3.2                                     | 9.3                                     | 14.6                                    | 16.1                                    | 14.8                                    | 10.4                                    | 5.9                                     | 0.6                                     | -3.4                                    | 5.1                                     |
| Precipitación total (mm)                                    | 48.8                                    | 37.4                                    | 35.2                                    | 40.8                                    | 38.7                                    | 41.9                                    | 70.8                                    | 78.7                                    | 68.5                                    | 56.8                                    | 62.8                                    | 54.4                                    | 634.7                                   |
| Fuente: Instituto Sueco de Meteorología e Hidrología (SMHI) |                                         |                                         |                                         |                                         |                                         |                                         |                                         |                                         |                                         |                                         |                                         |                                         |                                         |

### Hidrología

Las inundaciones del río (en rojo) cubren grandes áreas de tierra en el Bajo Dalälven, aquí el parque nacional de Färnebofjärden

El río es el 7.º mayor de Suecia en términos de caudal, con un caudal medio anual de 348 m3/s. Como todos los ríos del norte de Suecia, el Dal tiene naturalmente un régimen hidrológico marcado por importantes inundaciones en primavera, vinculadas al deshielo, y un caudal mínimo en invierno. Las lluvias de otoño crean un rebote muy leve en el caudal. Sin embargo, dado que el curso está regulado para la producción de electricidad, ello implica el almacenamiento de agua en primavera y la liberación en invierno, cuando el consumo de electricidad es mayor. Por tanto, eso reduce las variaciones de caudal durante el año y también reduce el número de inundaciones. No obstante, siempre es posible que haya grandes inundaciones, en particular cuando se producen en verano, cuando las presas están llenas.
| Caudal medio mensual del Dal en la estación de Älvkarleby (en m³/s. Datos calculados en el período de 19 años, 1990-2009) |
| |

## Geología

### Zócalo rocoso

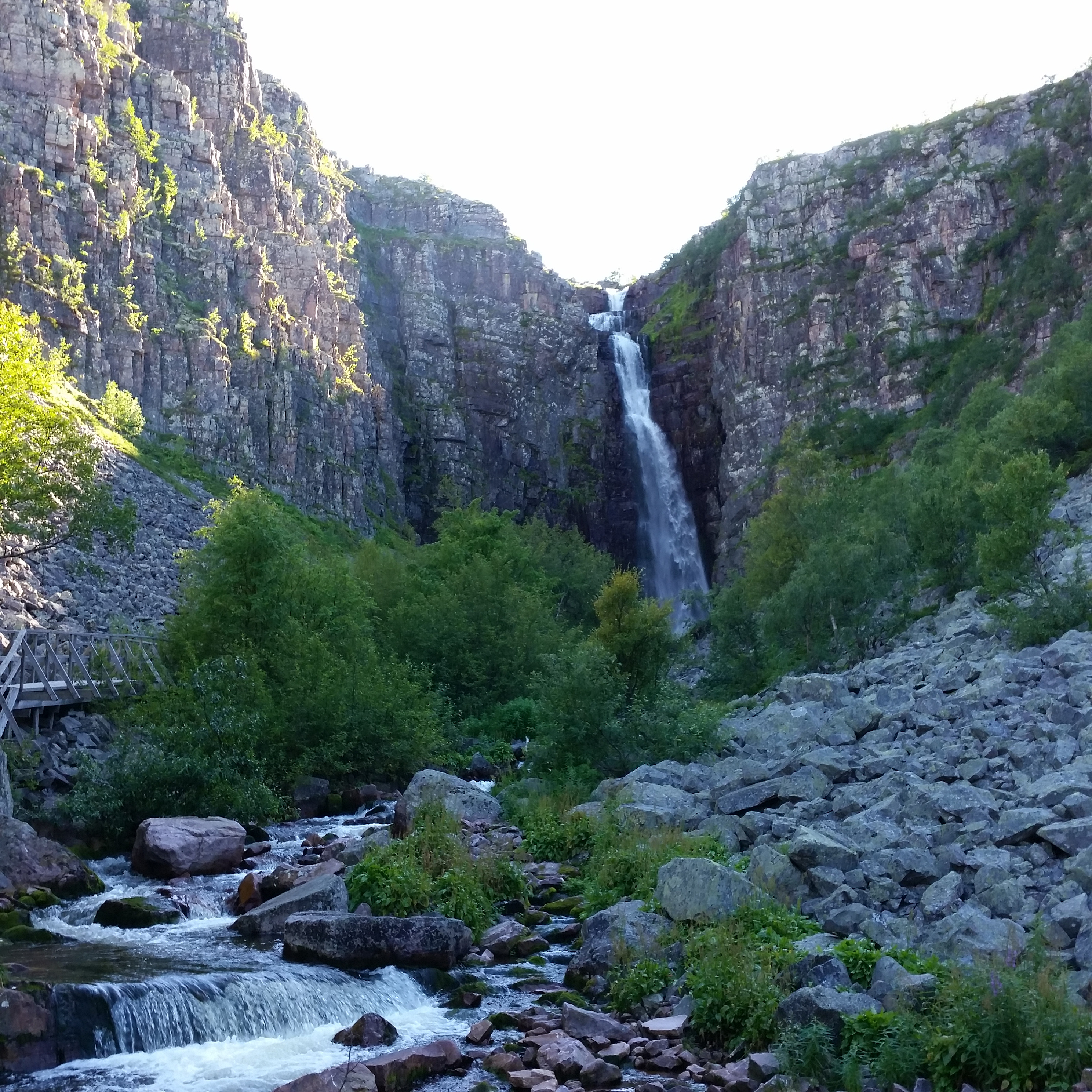
La cascada de Njupeskär en la piedra arenisca del monte Fulufjället

La parte más occidental de la cuenca hidrográfica del Dal se encuentra en los Alpes escandinavos, una cadena originada a partir de la formación de la cadena caledoniana. La orogenia caledoniana está ligada a la colisión de las placas Laurentia y Baltica entre 450 y 420 millones de años, con la desaparición por subducción del océano de Jápeto. La cadena caledoniana se erosionó continuamente hasta que formó una penillanura. Sin embargo, alrededor de 60 millones de años, esta cadena sufrió un importante levantamiento tectónico, de origen no del todo claro, permitiendo elevar su altitud hasta varios miles de metros. La meseta así formada volverá a erosionarse, en particular durante el Cuaternario, para dar el relieve que se observa hoy.
Sin embargo, la mayor parte del curso del río descansa sobre un zócalo aún más antiguo. Este basamento data de la orogenia Svecofenniana, que tuvo lugar alrededor de 2000 millones de años. La cadena svecofenniana también sufrió una larga erosión que culminó hace 600 millones de años en lo que se llama la penillanura subcámbrica, exponiendo así las rocas producidas en profundidad (rocas plutónicas). Este zócalo está compuesto principalmente de granito y de pórfido, de rocas ácidas (con alto contenido de sílice) y por tanto poco fértiles. Una excepción es el área alrededor del lago Siljan, donde el zócalo está cubierto con una capa de piedra caliza y de arenisca, proporcionando una tierra mucho más fértil.

### Influencia de las glaciaciones

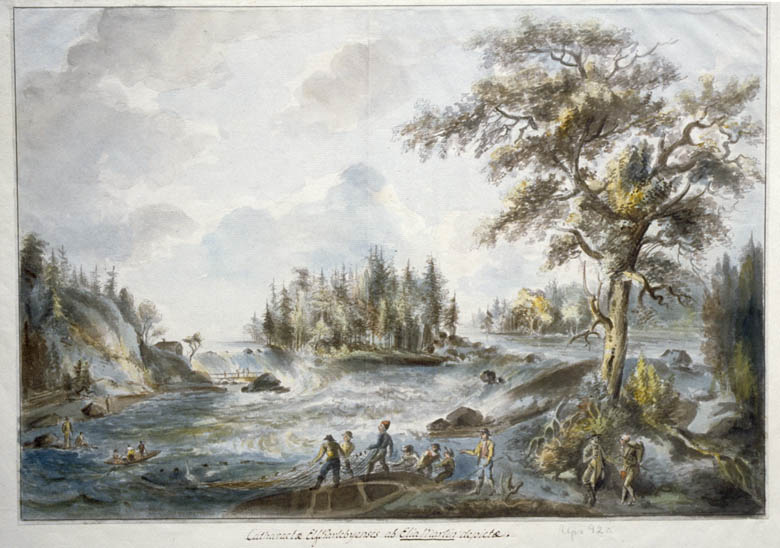
Las cascadas de Älvkarleby, en el Bajo Dalälven, por Elías Martin

Durante la última glaciación, Suecia se cubrió con un inlandsis —capa de hielo— que se retiró de la región hace unos 10 000 años. Al retroceder el hielo dejó tierras desnudas y morrenas muy poco fértiles. El hielo también dejó muchos eskers, formando largas crestas de baja altura en el paisaje.
Cuando el hielo se retiró, el suelo había estado tan comprimido por su masa que todas las áreas actualmente a 200 m de altitud se encontraban por debajo del nivel del mar. Esto correspondía en particular a toda la zona al este de Avesta. Durante ese período bajo el mar, se depositaron sedimentos en el zócalo, lo que explica porqué la fertilidad allí es hoy mayor que la del resto del país. Esto en particular justifica por qué la línea del Limes Norrlandicus, la separación entre el norte y el sur que pasa cerca del río, es tan visible en la región, no habiendo estado cubierto el norte de esa zona con esos sedimentos.
Cuando se retiró ese mar, llamado mar de Littorines (antepasado del mar Báltico), el río Dal se encontraba bloqueado al nivel de Avesta por uno de los eskers formados por el inlandsis: Badelundaåsen. De hecho, antes de la glaciación, el río continuaba en dirección al lago Mälar en el que desembocaba y, por lo tanto, había cavado un valle en toda esa sección. Debido a la presencia de ese obstáculo, se vio obligado a desplazarse hacia el noreste. Así, en todo ese tramo que ahora se llama Bajo Dal, el río no tuvo tiempo de tallar un verdadero valle. Luego tuvo que adaptarse a la topografía del terreno, formando grandes fjärds con muchas islas en las secciones más planas y por el contrario un recorrido más estrecho y rápido al nivel de los diferentes eskers encontrados en el camino.

## Historia

### Primeros hombres y agricultura
Los primeros hombres de la región llegaron después de que la capa de hielo se retirara hace 10 000 años. En ese momento, el Bajo Dal estaba por debajo del nivel del mar y, por lo tanto, fue el área correspondiente a la actual Dalarna la que se pobló por primera vez. Los primeros habitantes de la región se asentaron precisamente en las riberas del río y de sus afluentes, así como en la costa. Se trataba de una cultura de cazadores-recolectores. En el Bajo Dal, que se estaba descubriendo gradualmente, los eskers fueron los mejores lugares para las primeras instalaciones fijas. Era fácil nutrirse gracias al río y esos lugares eran más fáciles de defender. Además, el río era más fácil de cruzar en ese nivel.
Cuando se desarrolló la agricultura, las tierras en el sur de la cuenca resultaron ser las más fértiles y, por lo tanto, el resto de la cuenca se utilizó principalmente para la cría de animales. Había algunos campos alrededor de las aldeas, pero los rendimientos eran bajos. Los bosques se utilizaron para el pastoreo de animales y el forraje se cosechó en las zonas húmedas. Se adoptó un esquema de trashumancia. En algunos sitios, las zonas húmedas y los lagos fueron parcialmente anegados para recuperar tierras agrícolas de buena calidad.

### Desarrollo de la metalurgia

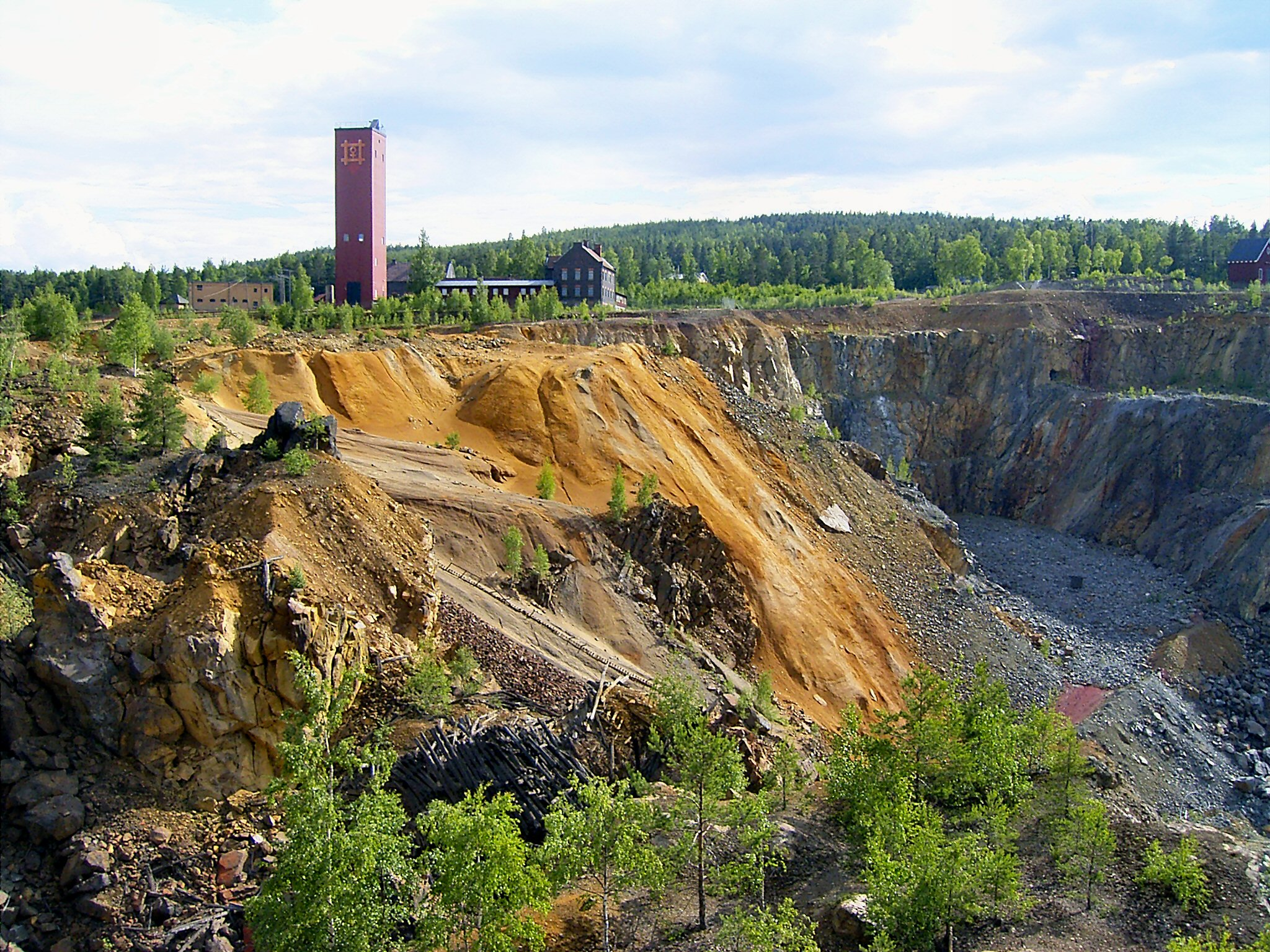
La gran mina de cobre de Falun

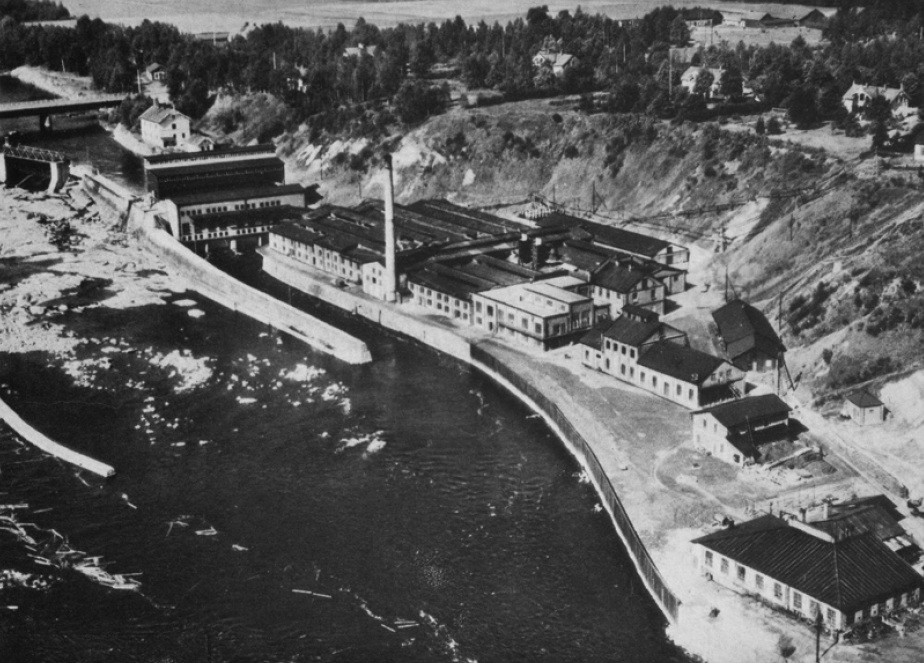
La ahora demolida fábrica de cloro de Alby Nya con la planta de energía de Månsbo, en Storforsen, en Avesta

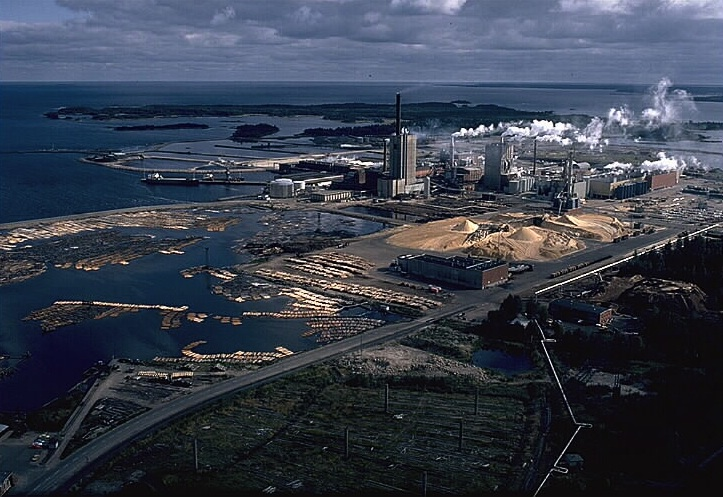
Korsnäsverken, probablemente a principios de la década de 1980

El río y sus afluentes estuvieron particularmente marcados por el desarrollo de una intensa industria metalúrgica en la región.
Desde hace más de 1000 años, los hombres de la región explotaron el mineral de hierro encontrado en forma de limonita en las marismas. En la Edad Media, este papel fue asumido por el mineral, principalmente de hierro o de cobre, extraído de las ricas montañas metalíferas de la región. Así por ejemplo, la explotación de la gran montaña de cobre de Falun comenzó en el siglo IX.
La invención de la rueda hidráulica en el siglo XIII, revolucionó la industria, lo que permitió una producción a gran escala. De hecho, la fuerza motriz del agua podía usarse para activar los fuelles. En el siglo XVI se construyeron fundiciones de cobre en casi todas las cascades en un radio de varias decenas de kilómetros alrededor de Falun. Falun se convirtió en la segunda ciudad más populosa de Suecia, y la mayor parte de la producción mundial de cobre, entre el siglo XVI y el siglo XVIII, se hizo aquí. De hecho, esta fue una de las principales fuentes de ingresos del país durante ese período.
Los bosques de la cuenca pagaron un alto precio por este desarrollo industrial. De hecho, la extracción y producción de hierro y de cobre requería de un buen suministro de madera y de carbón vegetal. Primero fueron los bosques de Bergslagen los que fueron explotados pero desde el siglo XVIII, esto ocurrió en toda Suecia. Luego, la tala se llevó a cabo en forma de tala selectiva, y solo se abatieron los árboles grandes. A lo largo del río se instalaron algunos aserraderos en el siglo XIX, con el fin de utilizar la corriente. Además, se utilizó para transportar madera flotando. El flotaje ya había comenzado en el siglo XVI desde Siljan y Västerdal hasta Falun, pero los acondicionamientos importantes tuvieron lugar en el siglo XVIII y Dalälven se convirtió en uno de los ríos de flotaje más grandes de Suecia y la red de transportes en los afluentes fue la más desarrollada del país. De hecho, la red de flotaje alcanzó una longitud acumulada de 3500 km. Los acondicionamientos tuvieron como objetivo facilitar el paso de la madera a lo largo del recorrido, para minimizar las pérdidas, especialmente en los lugares más difíciles, como en tramos de cascadas o curvas cerradas. También se construyeron presas para regular el nivel y caudal del río y facilitar la flotación.

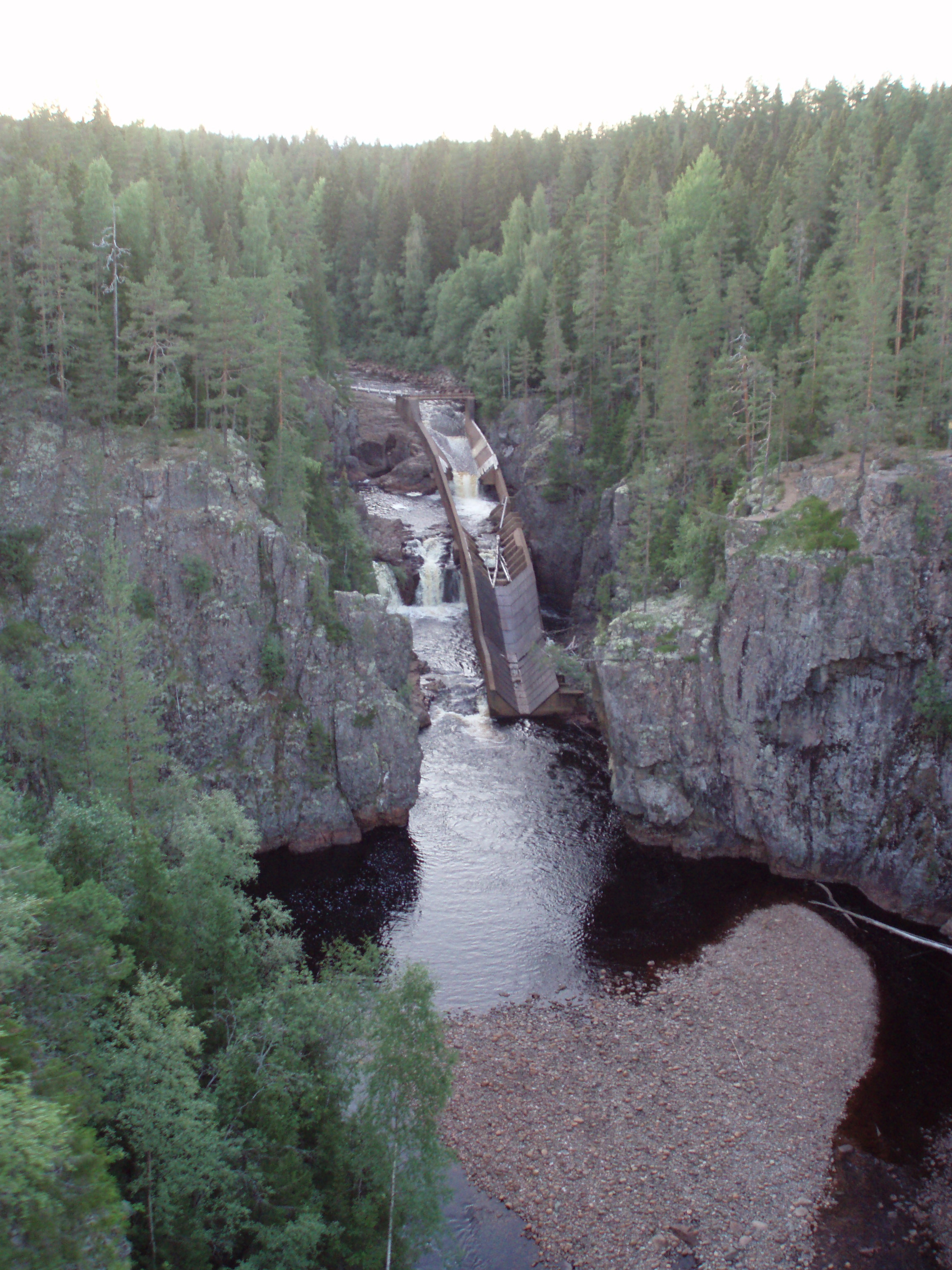
Acondicionamiento en el Ämån, un afluente del Dalälven, para permitir el paso de madera flotante
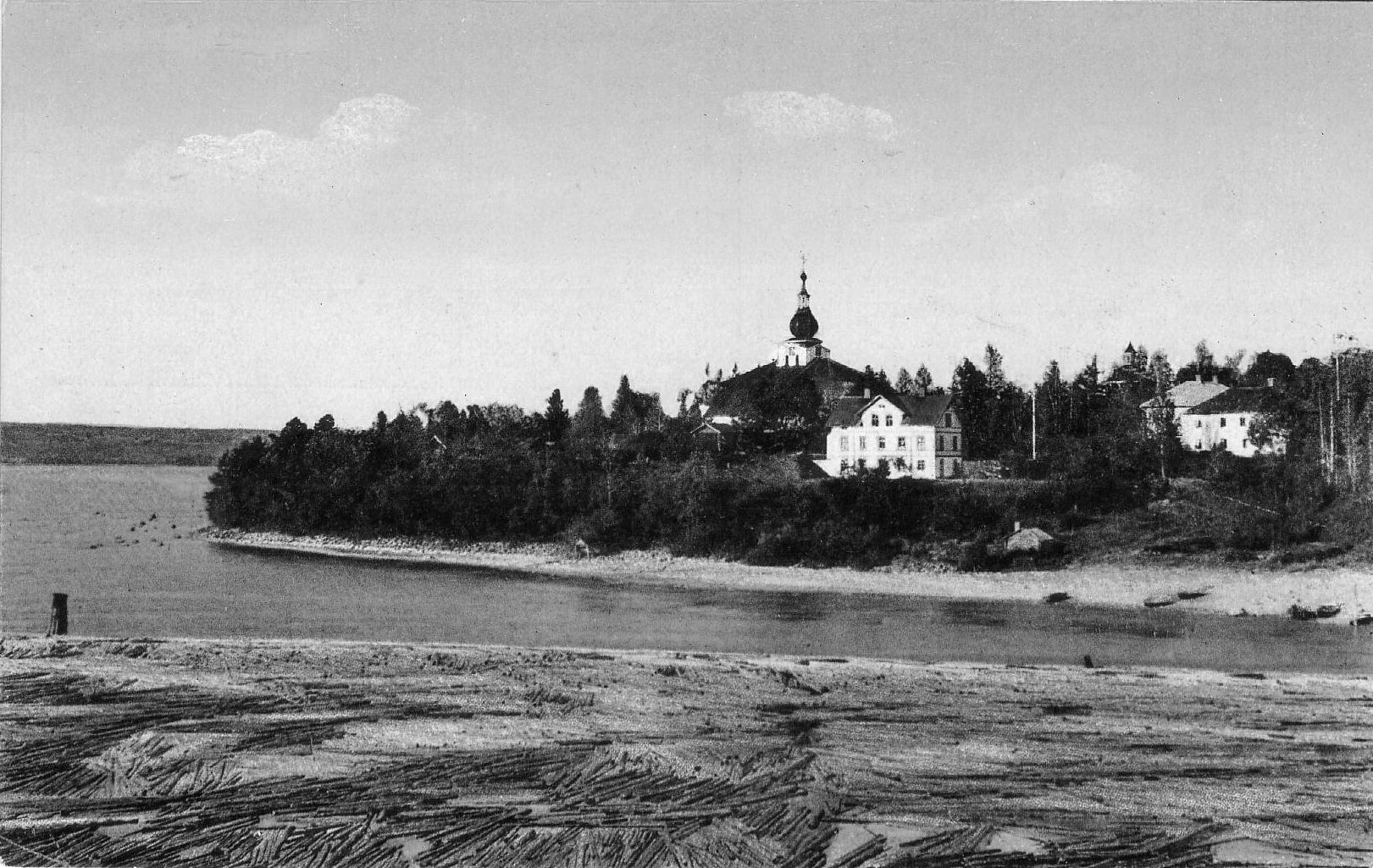
Reagrupamiento de madera flotante en el río a principios del siglo XX
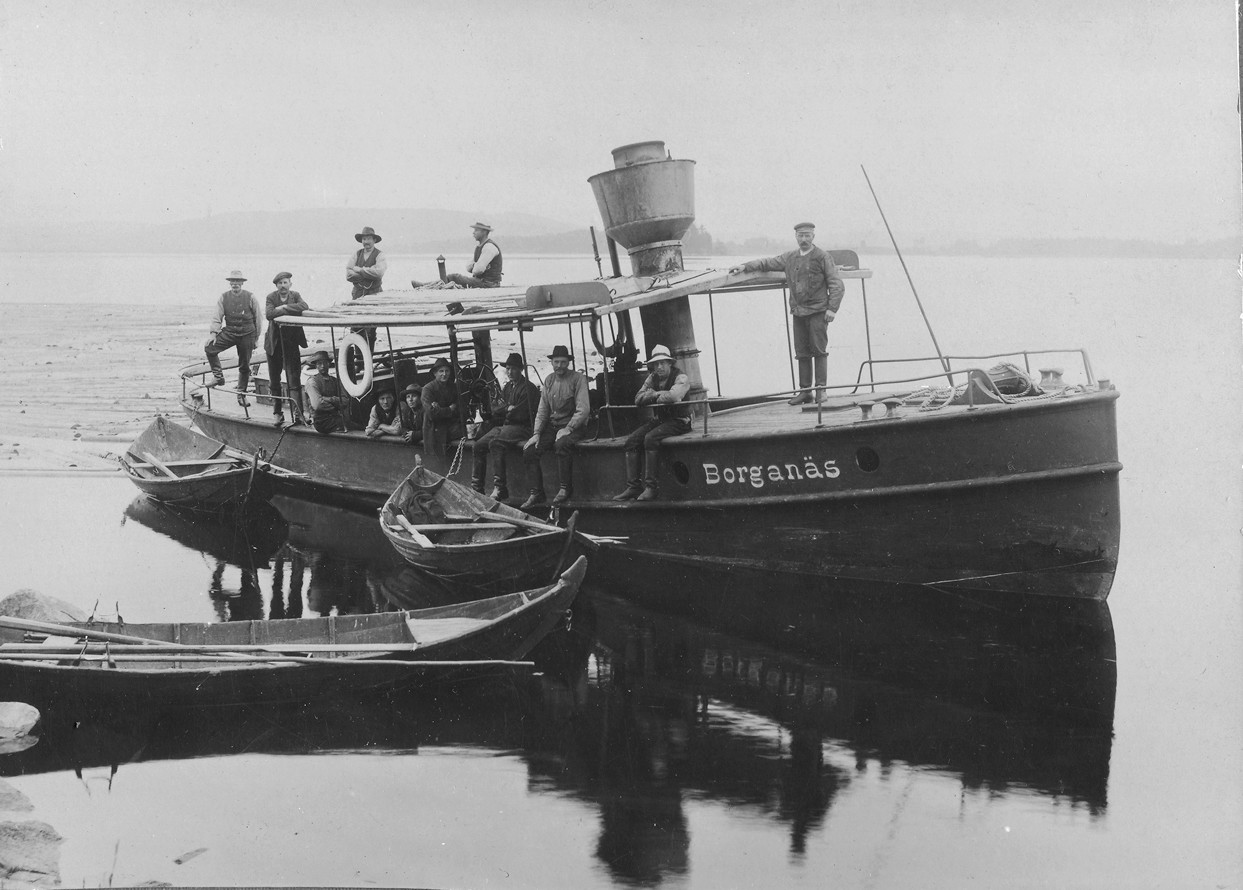
Equipo de flotaje en Hovran, circa 1920
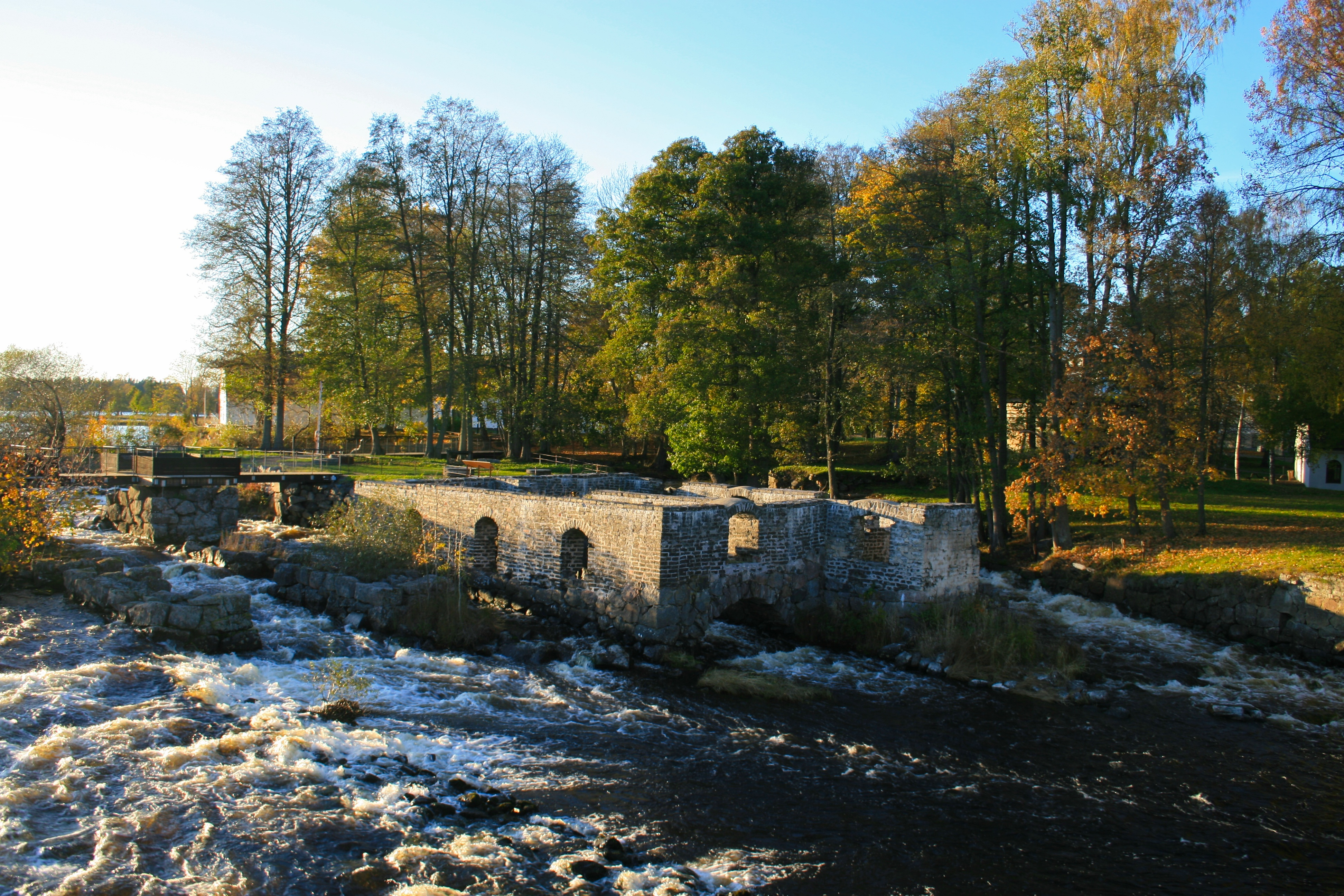
Restos de un aserradero en Gysingeforsarna

### Grandes cambios de mitad delsigloXX
El siglo XX marcó un punto de inflexión en la explotación del río. La agricultura recibió el aporte de fertilizantes e insecticidas, permitiendo mayores rendimientos incluso en suelos bastante pobres, pero provocando una modificación de la ecología de la cuenca. Asimismo, la silvicultura fue transformada por la mecanización, lo que implicó, entre otras cosas, que la tala selectiva dio paso a la tala rasa. Pocos bosques primarios sobrevivieron a esta expansión de la explotación forestal. Se produjo una gran reestructuración en las industrias; la mayoría de las pequeñas forjas y aserraderos desaparecieron, pero las pocas restantes aumentaron significativamente en tamaño. Además, los aserraderos se diversificaron en la producción de pasta de papel. A pesar del desarrollo de la electricidad, las fábricas permanecieron cerca del río del que utilizaban el agua.

#### Aprovechamiento hidroeléctrico
Uno de los cambios significativos fue el desarrollo de la energía hidroeléctrica. A comienzos del siglo XX ya se habían construido varias plantas de energía hidroeléctrica, pero era pequeñas instalaciones que utilizaban una desviación de una pequeña cantidad de agua del curso principal. El río comenzó a explorarse con fines energéticos a finales del siglo XIX y en 1922 se reguló el Siljan.
Rápidamente, la hidroelectricidad entró en conflicto con el flotaje: las necesidades de regulación eran diferentes para ambas actividades y las grandes represas hidroeléctricas bloqueaban necesariamente el descenso de madera. Finalmente fue la hidroelectricidad la que prevaleció; y se construyeron grandes presas entre 1950 y 1960 en casi todas las caídas del río, lo que obligó a la desaparición total del flotaje en 1971.
En el Dal y en sus afluentes en 2016 había 41 centrales eléctricas activas y de ellas 13 grandes, sin considerar al embalsado lago Siljan. Además hay muchas presas más de regulación de los niveles del río y los lagos que atraviesa. La mayor central hidroeléctrica está en el Österdalälven, la de Trängslet —y es también la mayor presa, con una altura de 125 m— con una potencia instalada de 330 MW.
La capacidad instalada de energía hidroeléctrica en el río Dal es de aproximadamente 1155 MW (2012).  En total, las centrales eléctricas del Dal producen 5,6  TWh al año (2014), es decir, 4/5 de la producción teórica posible en el río.

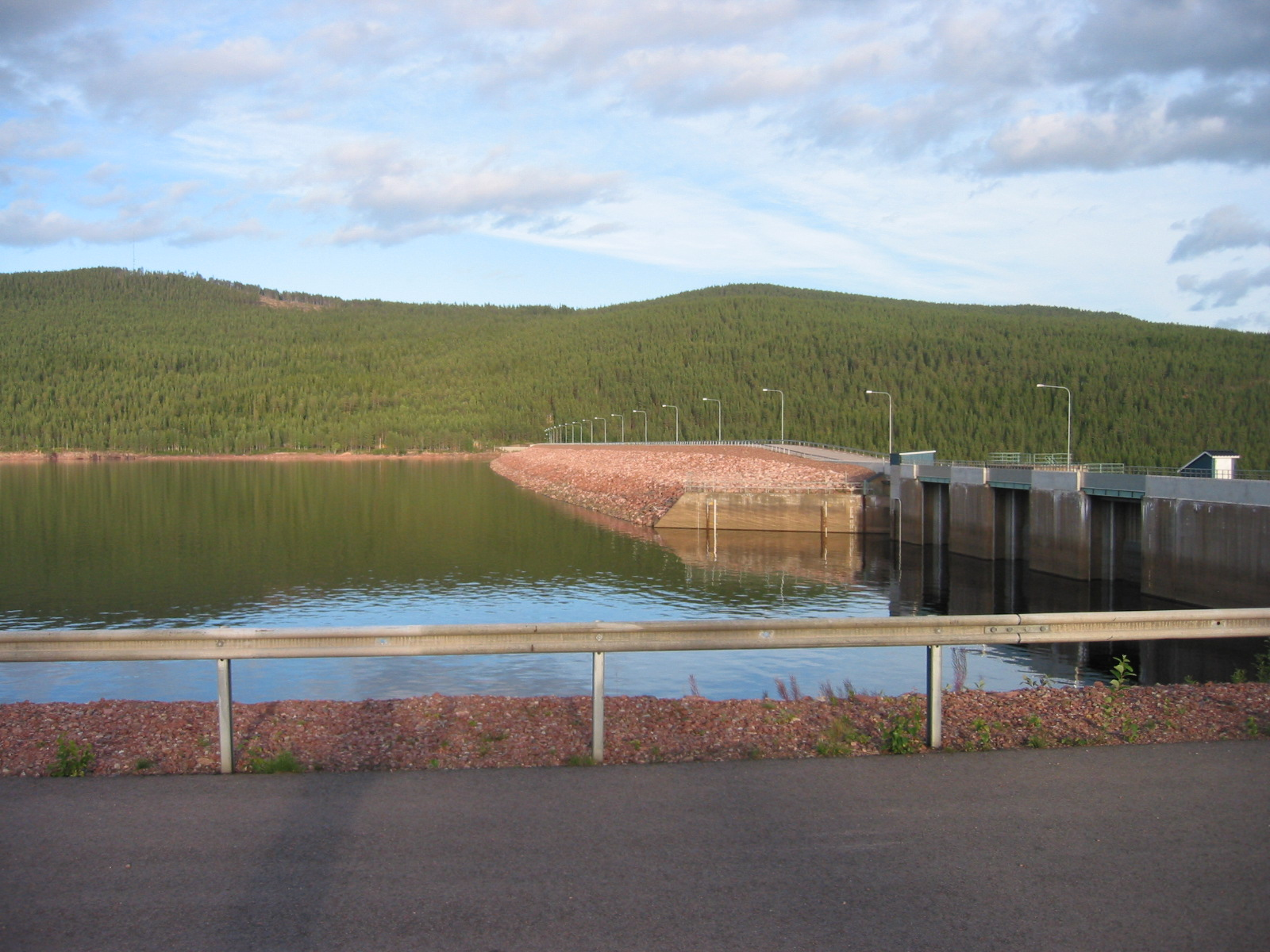
La presa de Trängslet  (en el Österdalälven), la mayor de la cuenca
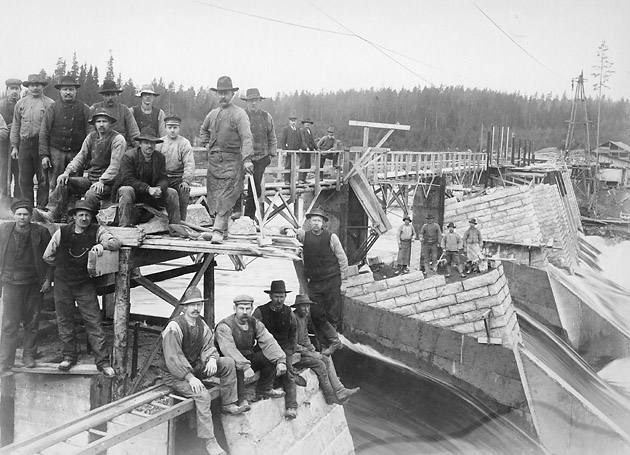
Construcción de la central eléctrica de  Mockfjärd en Lillstup (en el Västerdalälven) 1910
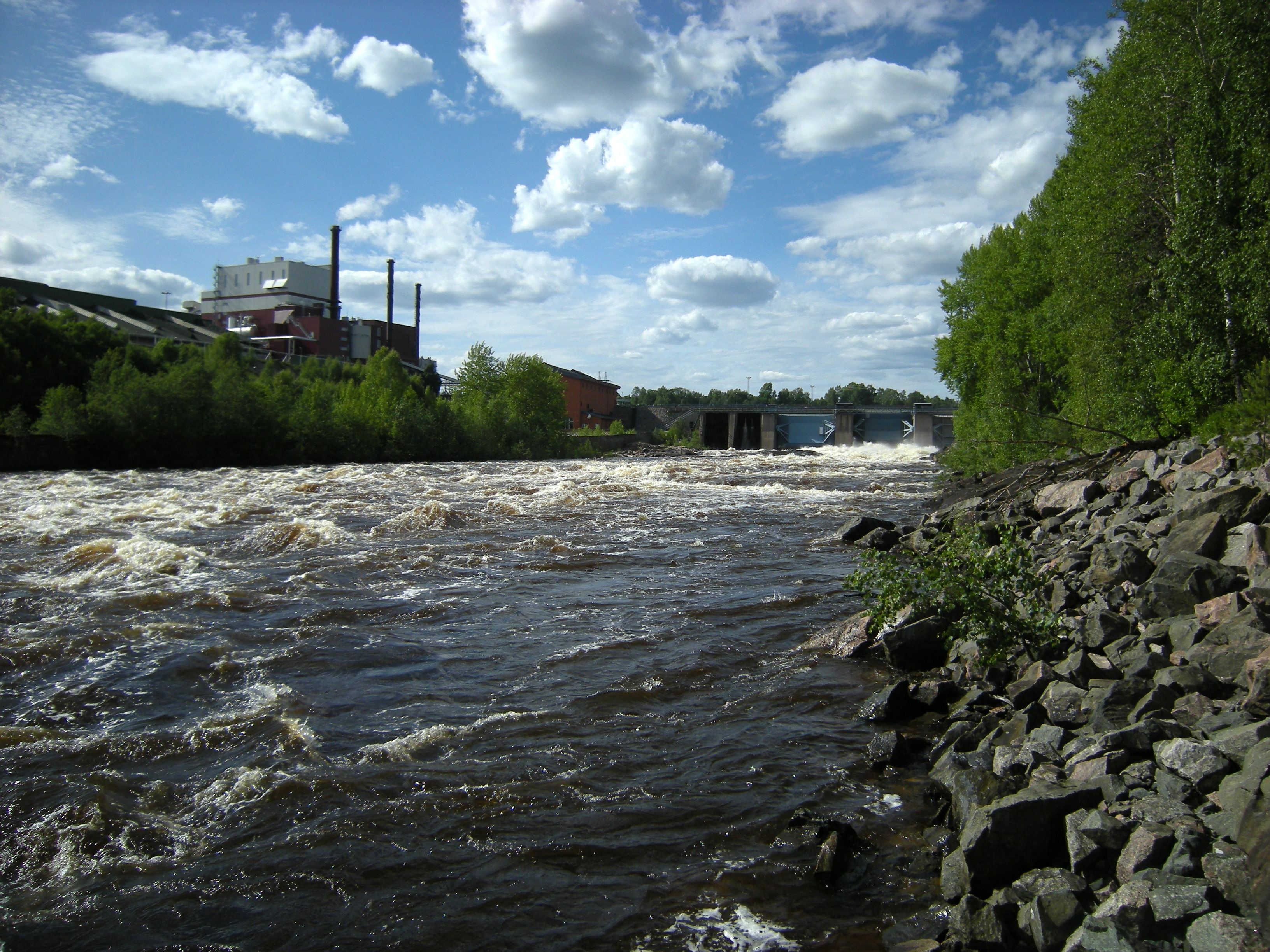
Fábrica de papel Kvarnsvedens y central eléctrica de Kvarnsveden en Borlänge
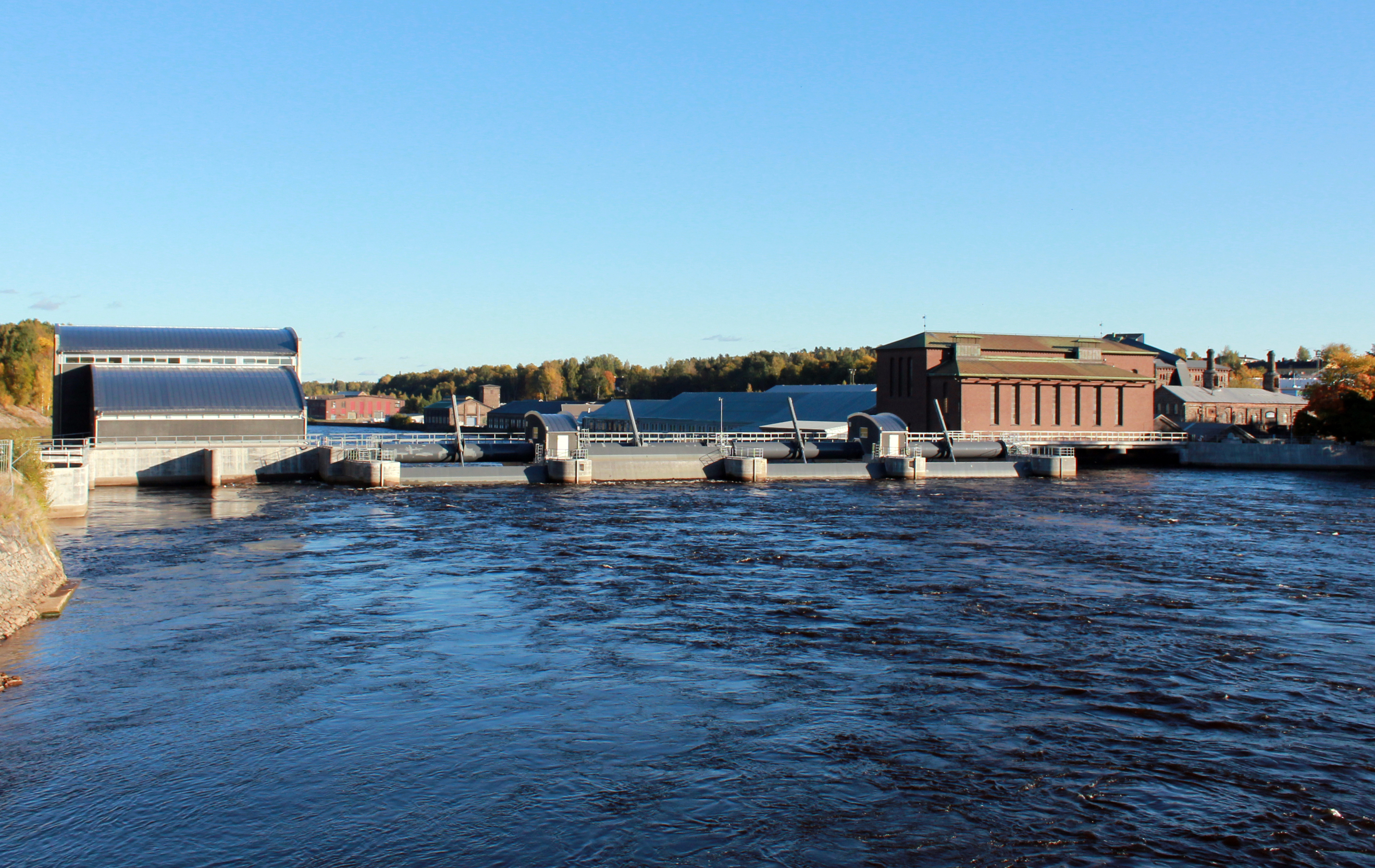
Planta de energía de Avestaforsens  y la central eléctrica de Avesta Storforsen Verket
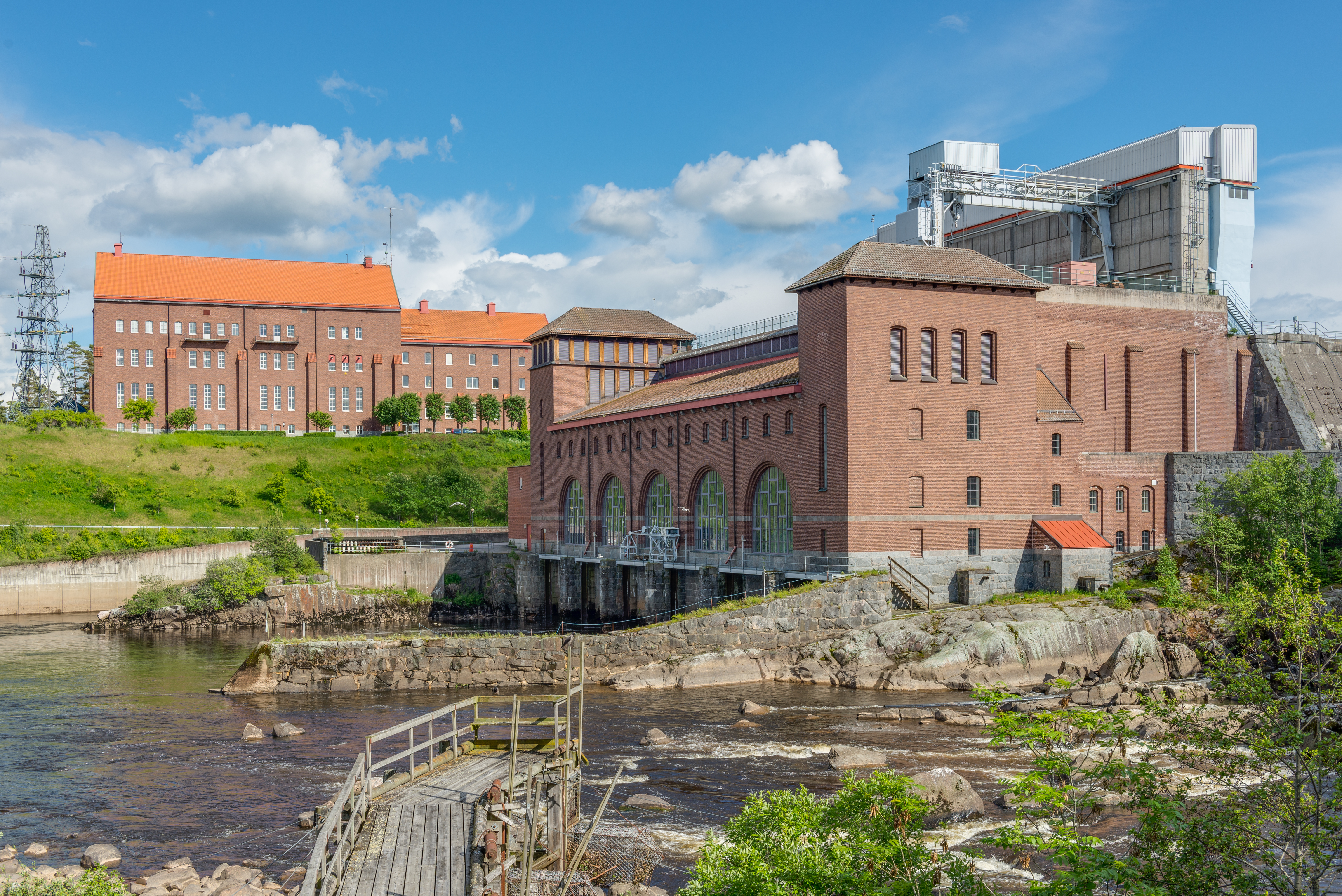
Planta de energía de Älvkarleby
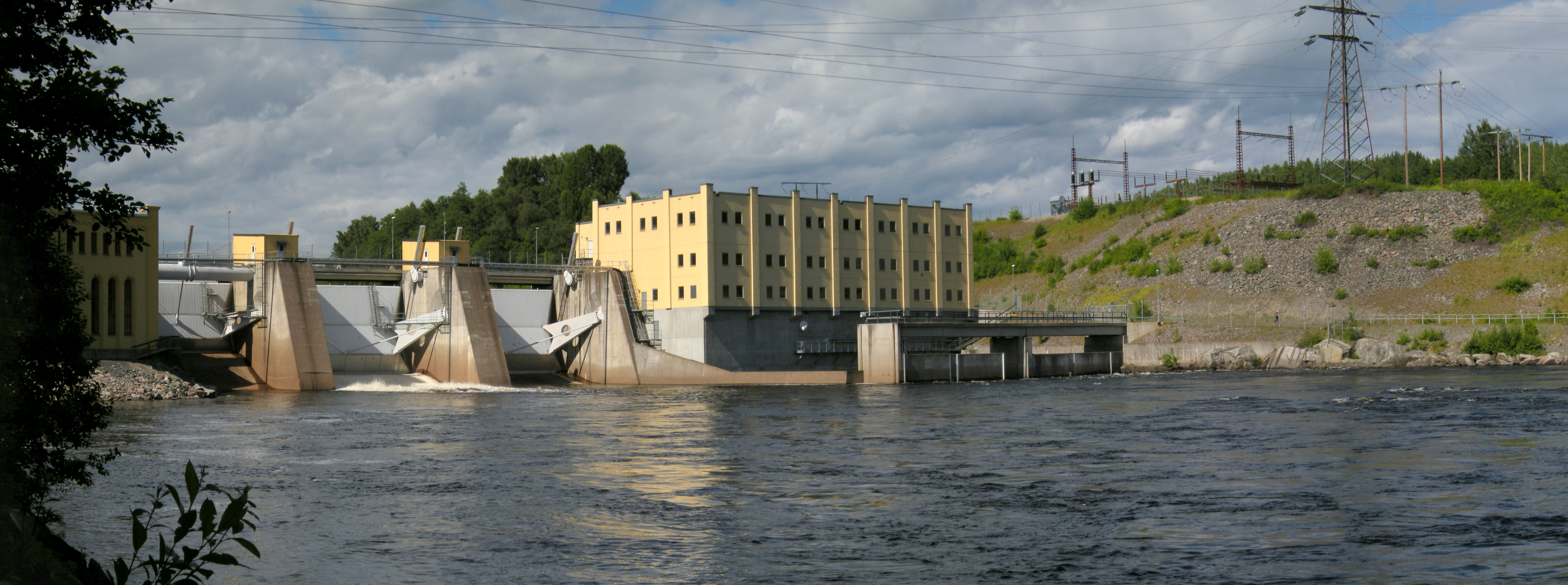
Bullerforsen, uno de los cuatro rápidos de Tunaforsarna

## Ecología y medio ambiente

### Fauna y flora

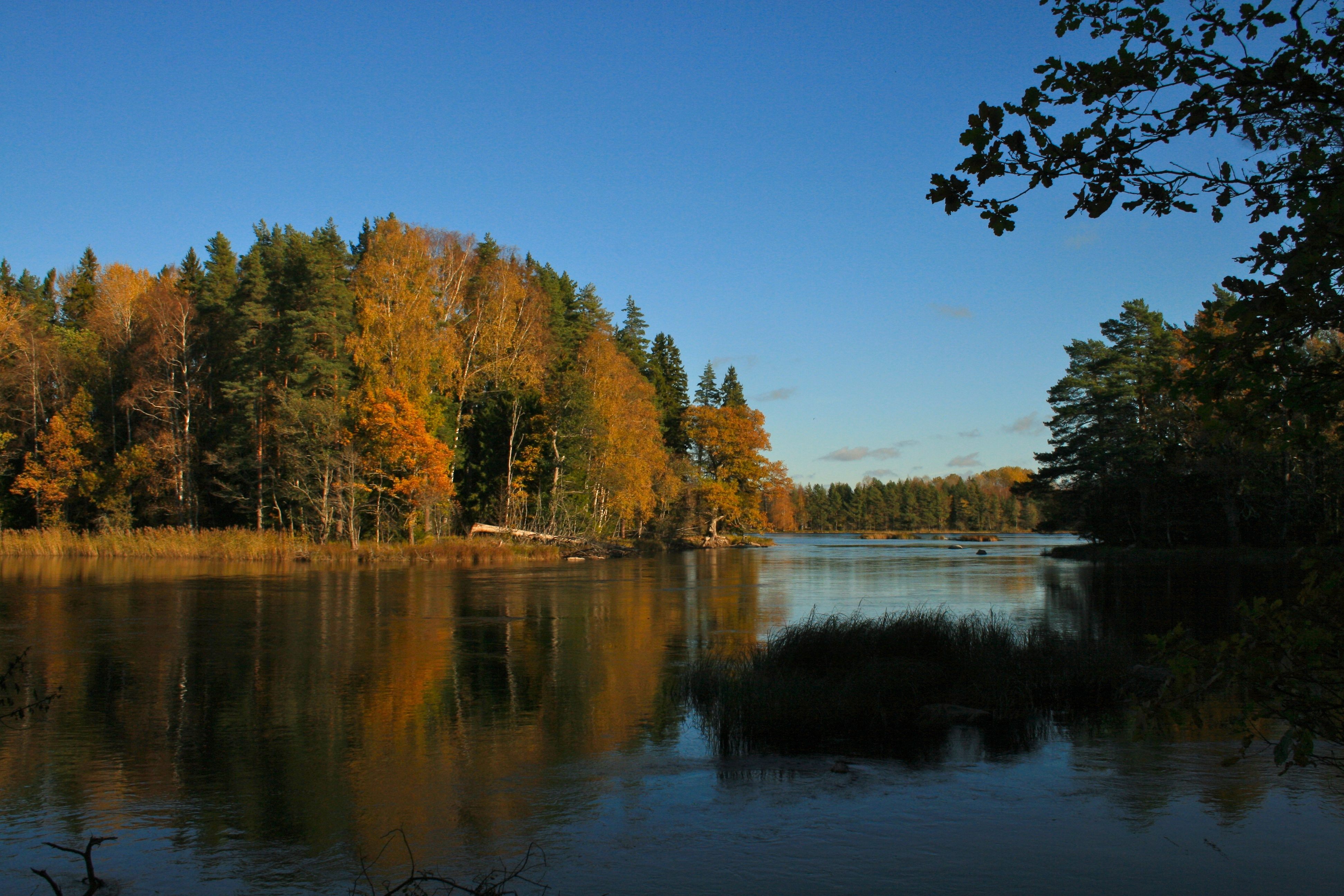
Bosque mixto en Färnebofjärden

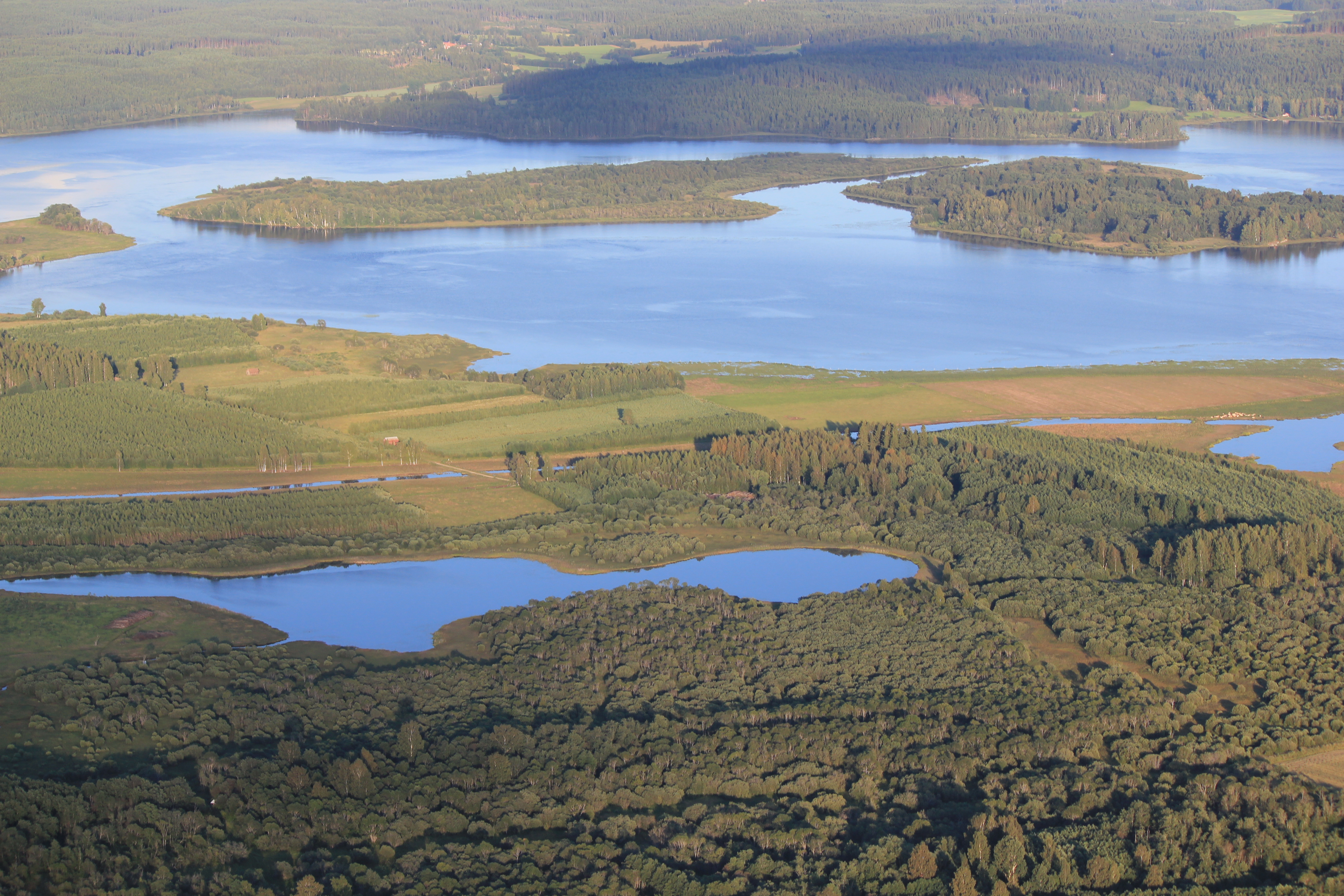
Hovran con Hällagölen más cerca, y las islas Stackharen y Brunnaön más arriba en la imagen

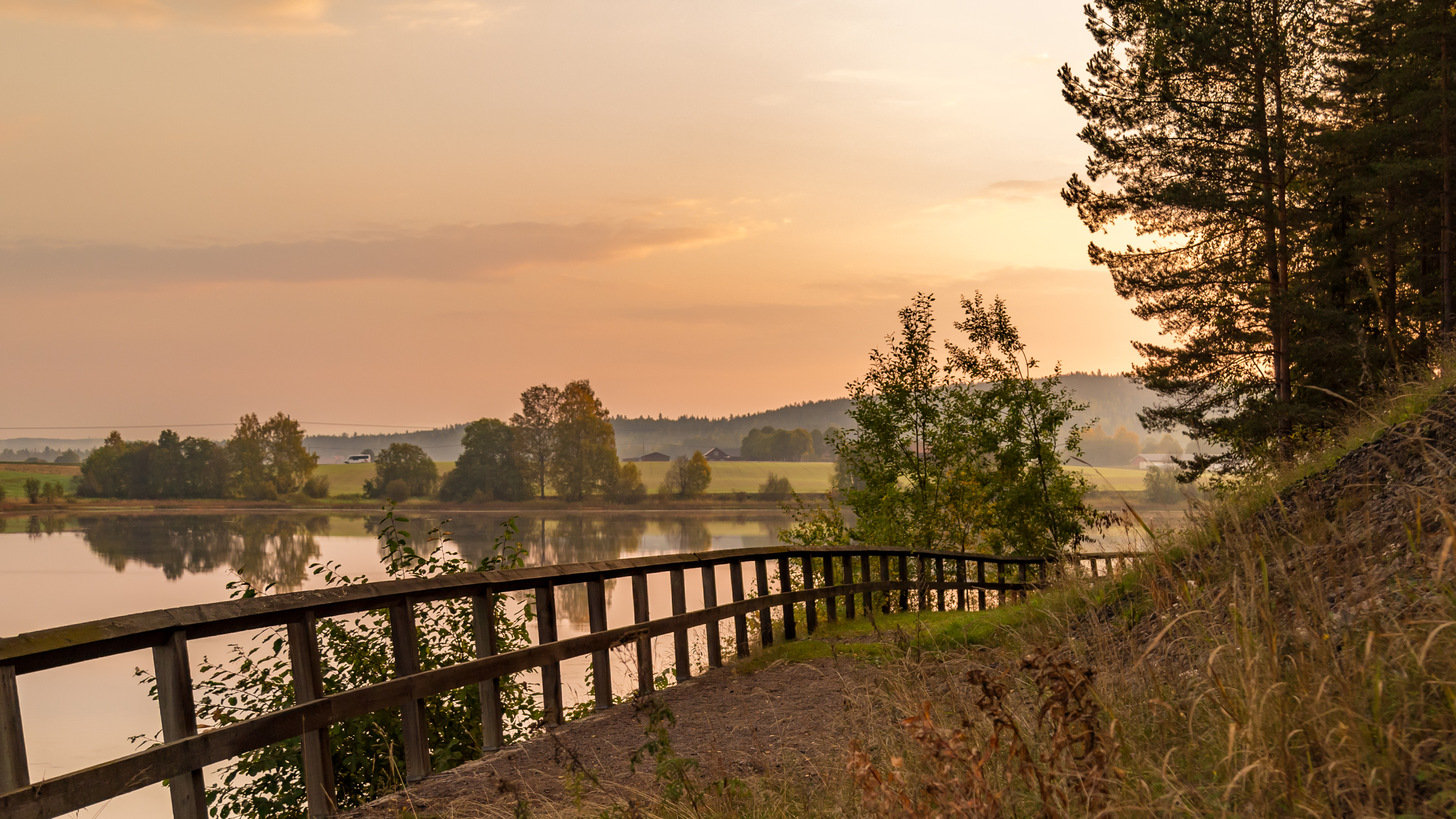
El Dal en Grådö skans

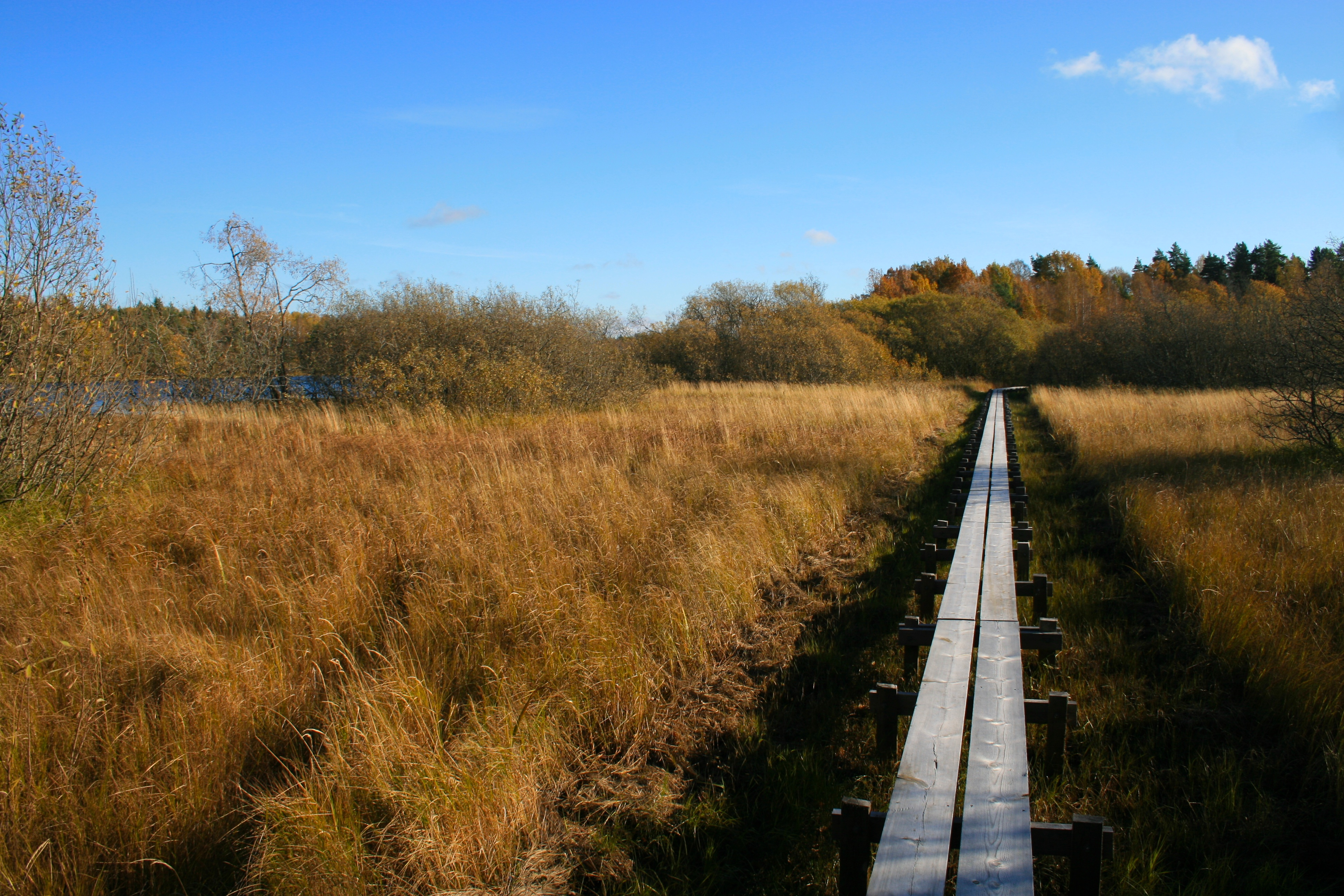
Zona de humedales de Mattön en Färnebofjärden

La fauna y la flora varían mucho de un punto a otro de la cuenca. Así, se pueden distinguir a lo largo del curso: zonas montañosas (5% de la cuenca) casi desprovistas de vegetación; un vasto bosque de coníferas de la taiga escandinava y rusa (70%) también relativamente pobre excepto alrededor del lago Siljan donde el suelo es más fértil; y finalmente la riqueza única del Bajo Dal con sus bosques mixtos y miles de aves.
El Bajo Dal presenta la mayor riqueza biológica del curso y hay varias razones para ello. Primero, el terreno llano y las crecidas regulares del río crean una gran cantidad de humedales, que son un sustrato ideal para una rica flora y fauna. En segundo lugar, la posición del río coincide aproximadamente con la del Limes Norrlandicus, el límite biológico entre el sur y el norte. Esto implica que el río es el lugar de encuentro entre especies y ambientes característicos del norte y del sur.
Uno de los ejemplos más fáciles de observar es la presencia tanto de bosques de coníferas, característicos del norte de Suecia, como de bosques caducifolios, característicos del sur. Este bosque caducifolio se puede ver en particular en áreas que se inundan regularmente, ya que a las coníferas generalmente no les gusta la humedad excesivamente alta. Algunos de estos bosques eran de difícil acceso al estar ubicados en islas o en medio de humedales, lo que les permitía escapar de la explotación forestal. Esos bosques primarios generalmente tienen una biodiversidad mucho mayor que los bosques talados y, por lo tanto, han podido servir como refugio para especies.
Las zonas húmedas de esta sección del río son especialmente famosas por su riqueza en aves. Uno de los símbolos de la avifauna en el Bajo Dal es el águila pescadora (Pandion haliaetus), presente en gran número. Otras especies características son los picidae y los búhos, con varias especies raras en Suecia.

### Amenazas humanas

#### Impacto de las presas
El río fue una vez famoso por sus aguas llenas de peces, especialmente del salmón del Atlántico. El pescado fue especialmente abundante en las cataratas de Älvkarleby, pero se encontraban salmones hasta en el Västerdalälven y el Österdalälven. Durante las primeras construcciones de presas, a partir de 1878, el tamaño de las construcciones a menudo era insuficiente para bloquear la subida del salmón, y cuando este era el caso, se instalaba una escala para peces. Sin embargo, cuando comenzaron las discusiones para la ampliación de la presa de Älvkarleby, la cantidad de pescado había disminuido drásticamente y, por lo tanto, Vattenfall tuvo que instalar una escala para peces y criar peces para soltarlos en el curso. En 1989, la presa de Älvkarleby se modificó para liberar más agua en el curso original del río y permitir que el salmón lo alcanzara. A pesar de estos esfuerzos, faltan peces río arriba de las primeras represas, pero se está llevando a cabo un programa para mejorar la situación.
Ciertas presas también ayudaron a regular el río para optimizar la producción de electricidad, modificando las variaciones naturales de caudal. Esto afecta al medio ambiente natural de varias formas. Para los peces, por ejemplo, las inundaciones primaverales corresponden a períodos de desove, y la disminución de la intensidad o frecuencia de esas inundaciones reduce el número de posibles lugares de desove. De plus, les grandes inondations, particulièrement dans le Bas-Dalälven, contribuent à la richesse des écosystèmes à proximité du fleuve Además, las grandes inundaciones, especialmente en el Bajo Dal, contribuyen a la riqueza de los ecosistemas cercanos al río. Asimismo, una gran parte de los nutrientes del río son retenidos por las represas y solo se liberan en invierno, en un momento en el que pocos animales pueden beneficiarse de ellos.

#### Contaminación
Aunque el río es utilizado por el hombre desde hace siglos, la calidad de sus aguas se deterioró especialmente durante el siglo XX. La acidificación del suelo, la eutrofización y la contaminación por metales son los principales problemas.
La contaminación por metales está relacionada con la intensa actividad minera que conoció la región, en particular en los municipios de Falun, Säter, Hedemora y Avesta. Se han tomado numerosas medidas para determinar el alcance del problema. Algunos sitios ya han sido reconocidos como de alto riesgo potencial para la salud humana y se están realizando trabajos de saneamiento ambiental en ellos.
La acidificación y, en particular, la lluvia radiactiva han disminuido significativamente desde la década de 1980. La falta de caliza en el curso del río impidió la atenuación de la acidificación, haciendo que el río fuera extremadamente sensible al fenómeno. Para compensar eso, desde la década de 1970, se ha vertido piedra caliza en la cuenca, con un costo anual de 8 millones de coronas.
La eutrofización es la contaminación por exceso de nutrientes, creando un desequilibrio completo en el entorno natural. Este fenómeno se localiza principalmente en la sección más poblada de la cuenca, entre Borlänge y Avesta, pero es relativamente débil en el propio río, afectando más bien a sus pequeños afluentes. Un factor que contribuyó a esta eutrofización fue el desarrollo de los sistemas de saneamiento de las ciudades a principios del siglo XX, al ser emitidas grandes cantidades de aguas residuales directamente a los ríos. Esto también fue el origen de varias epidemias. En la década de 1980, para remediar estos problemas, los municipios construyeron sistemas de tratamiento de aguas residuales, por lo que ahora casi todos los pueblos y ciudades los tienen. La misma observación es válida para las descargas de las industrias. La agricultura y los fertilizantes son ahora el principal problema.

### Protección

Mapa de áreas protegidas en la cuenca

Algunas secciones del río ahora están salvaguardadas, con diferentes niveles de protección. En primer lugar, el propio río está protegido contra la construcción de presas aguas arriba de Hummelforsen para el Västerdalälven y aguas arriba de Trängslet para el Österdalälven. Además, es en las partes más altas de la cuenca donde se encuentran la mayoría de las áreas protegidas. Así dos parques nacionales, el nivel más alto de protección de la naturaleza en Suecia, están presentes en esa área: el parque nacional de Fulufjället (385 km²) y el parque nacional de Töfsingdalen (16 km²), cuya ampliación en la zona de Rogen-Juttulslätten (1000 km²), actualmente reserva natural, está prevista para 2013. Sin embargo, esta protección está más ligada a la presencia de las montañas que al propio río. Por el contrario, en la parte oriental de la cuenca, hay muchas áreas protegidas establecidas para proteger la naturaleza única del Bajo Dalälven. Este es particularmente el caso del parque nacional de Färnebofjärden (101 km²), que protege la parte más salvaje de esta sección del río. Asimismo, varias reservas se encuentran alrededor de los otros fjärds, como la reserva natural de Hedesundafjärden. La totalidad del Bajo Dalälven incluso fue clasificada como reserva de la biosfera en 2011 con el nombre de Paisaje del río Nedre Dalälven.

## En la cultura popular
En El maravilloso viaje de Nils Holgersson (1906 y 1907), Selma Lagerlöf, la novelista sueca premiada con el Nobel en 1909, dedicó un capítulo al río. Cuenta la historia de la formación del Dalälven como una carrera desde su nacimiento hasta el mar entre los ríos Storån y Fuluälven. Ambos ríos reciben en su curso la ayuda de varios afluentes, pero encuentran varios obstáculos (lagos que rellenar, relieves que perforar...), de modo que a mitad de camino, tras el reconocimiento de sus méritos recíprocos, unen sus esfuerzos.